# Renaissance-Humanismus
Renaissance-Humanismus ist die moderne Bezeichnung für eine machtvolle geistige Strömung in der Zeit der Renaissance, die zuerst von Francesco Petrarca (1304–1374) angeregt wurde. Sie hatte in Florenz ein herausragendes Zentrum und breitete sich im 15. und 16. Jahrhundert über den größten Teil Europas aus.
In erster Linie war der Renaissance-Humanismus eine literarisch ausgerichtete Bildungsbewegung. Die Humanisten traten für eine umfassende Bildungsreform ein, von der sie eine optimale Entfaltung der menschlichen Fähigkeiten durch die Verbindung von Wissen und Tugend erhofften. Humanistische Bildung sollte den Menschen befähigen, seine wahre Bestimmung zu erkennen und durch Nachahmung klassischer Vorbilder ein ideales Menschentum zu verwirklichen. Ein wertvoller, wahrheitsgemäßer Inhalt und eine vollendete sprachliche Form bildeten für die Humanisten eine Einheit. Daher galt ihr besonderes Augenmerk der Pflege des sprachlichen Ausdrucks. Der Sprach- und Literaturwissenschaft fiel im humanistischen Bildungsprogramm eine zentrale Rolle zu. Im Mittelpunkt standen dabei die Dichtkunst und die Rhetorik.
Ein prägendes Merkmal der humanistischen Bewegung war das Bewusstsein, einer neuen Epoche anzugehören, und das Bedürfnis, sich von der Vergangenheit der vorhergehenden Jahrhunderte abzugrenzen. Diese Vergangenheit, die man „Mittelalter“ zu nennen begann, wurde von maßgeblichen Vertretern der neuen Denkrichtung verächtlich abgelehnt. Insbesondere den spätmittelalterlichen scholastischen Lehrbetrieb hielten die Humanisten für verfehlt. Dem „barbarischen“ Zeitalter der „Finsternis“ stellten sie die Antike als schlechthin maßgebliche Norm für alle Lebensbereiche entgegen.
Ein Hauptanliegen der humanistischen Gelehrten war die Gewinnung eines direkten Zugangs zu dieser Norm in ihrer ursprünglichen, unverfälschten Gestalt. Daraus ergab sich die Forderung nach Rückbesinnung auf die authentischen antiken Quellen, knapp ausgedrückt in dem lateinischen Schlagwort ad fontes. Als besonders verdienstlich galt das Aufspüren und Veröffentlichen verschollener Werke der antiken Literatur, das mit großem Engagement betrieben wurde und zu spektakulären Erfolgen führte. Mit der Auffindung vieler Textzeugen wurde die Kenntnis des Altertums dramatisch ausgeweitet. Die Früchte dieser Bemühungen konnten dank der Erfindung des Buchdrucks einer breiteren Öffentlichkeit zugänglich gemacht werden. Dadurch nahm der Einfluss des kulturellen Erbes der Antike auf zahlreiche Lebensbereiche der Gebildeten stark zu. Außerdem schufen die Renaissance-Humanisten mit der Entdeckung und Erschließung von Handschriften, Inschriften, Münzen und sonstigem Fundmaterial die Voraussetzungen und Grundlagen der Altertumswissenschaft. Neben der Pflege der Gelehrtensprachen Latein und Griechisch befassten sie sich auch mit der volkssprachlichen Literatur und gaben ihr bedeutende Impulse.

## Begriffsgeschichte

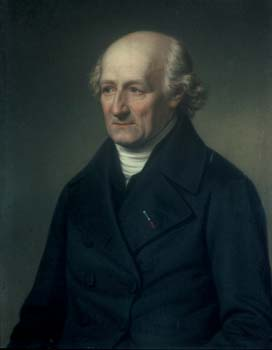
Friedrich Immanuel Niethammer. Ölgemälde im Besitz der Bayerischen Akademie der Wissenschaften

Der Begriff „Humanismus“ wurde von dem Philosophen und Bildungspolitiker Friedrich Immanuel Niethammer (1766–1848) eingeführt. Niethammers 1808 veröffentlichte pädagogische Kampfschrift Der Streit des Philanthropinismus und Humanismus in der Theorie des Erziehungs-Unterrichts unsrer Zeit erregte Aufsehen. Als Humanismus bezeichnete er die pädagogische Grundhaltung derjenigen, die den Unterrichtsstoff nicht unter dem Gesichtspunkt seiner praktischen, materiellen Verwertbarkeit beurteilen, sondern Bildung als Selbstzweck unabhängig von Nützlichkeitserwägungen anstreben. Dabei kommt der Erlangung sprachlicher und literarischer Kenntnisse und Fähigkeiten eine zentrale Rolle zu. Als entscheidender Faktor im Lernprozess gilt die Anregung durch das intensive Studium „klassischer“ Vorbilder, die man nachahmt. Dieses Bildungsideal war das traditionelle, seit der Renaissance allgemein herrschende. Daher begann man um die Mitte des 19. Jahrhunderts, die Geistesbewegung, die in der Epoche der Renaissance das Programm einer so konzipierten Bildung formuliert und umgesetzt hatte, als Humanismus zu bezeichnen. Als kulturhistorischer Epochenbegriff für eine lange Zeit des Übergangs vom Spätmittelalter zur Frühen Neuzeit wurde „Humanismus“ von Georg Voigt in seinem 1859 erschienenen Werk Die Wiederbelebung des classischen Alterthums oder das erste Jahrhundert des Humanismus etabliert.
Das Wort „Humanist“ ist erstmals gegen Ende des 15. Jahrhunderts bezeugt, und zwar zunächst als Berufsbezeichnung für Inhaber einschlägiger Lehrstühle, analog zu „Jurist“ oder „Kanonist“ (Kirchenrechtler). Erst im frühen 16. Jahrhundert wurde es auch für außeruniversitäre Gebildete verwendet, die sich als humanistae verstanden.

## Selbstverständnis und Ziele der Humanisten

### Das Bildungsprogramm und seine literarische Grundlage
Ausgangspunkt der Bewegung war das Konzept der Humanität (lateinisch humanitas „Menschennatur“, „das Menschengemäße, den Menschen Auszeichnende“), das in der Antike von Cicero formuliert worden war. Auf die Ausformung der humanitas zielten die von Cicero als studia humanitatis bezeichneten Bildungsbestrebungen. In antiken Philosophenkreisen – besonders bei Cicero – wurde betont, dass der Mensch sich vom Tier durch die Sprache unterscheidet. Das bedeutet, dass er in der Erlernung und Pflege sprachlicher Kommunikation seine Menschlichkeit lebt und das spezifisch Menschliche hervortreten lässt. Daher war der Gedanke naheliegend, dass die Kultivierung der sprachlichen Ausdrucksfähigkeit den Menschen erst richtig zum Menschen macht, wobei sie ihn auch moralisch emporhebt und zum Philosophieren befähigt. Daraus konnte man folgern, dass Sprachgebrauch auf dem höchsten erreichbaren Niveau die grundlegendste und vornehmste Tätigkeit des Menschen sei. Aus dieser Überlegung entstand in der Frühen Neuzeit der Begriff studia humaniora („die mehr [als andere Fächer] menschengemäßen Studien“ oder „die zu höherem Menschentum führenden Studien“) zur Bezeichnung der Bildung im humanistischen Sinn.
Aus dieser Sicht ergab sich die Würdigung der Sprache als Instrument des Selbstausdrucks der menschlichen Rationalität und der unbegrenzten Fähigkeit des Menschen, Bedeutungen zu vermitteln. Zugleich erschien die Sprache als das Medium, mit dem der Mensch seine Welt nicht nur erfährt, sondern auch konstituiert. Von solchen Gedankengängen ausgehend gelangten die Humanisten zur Annahme, dass zwischen der Qualität der sprachlichen Form und der Qualität des durch sie mitgeteilten Inhalts ein notwendiger Zusammenhang bestehe, insbesondere dass ein in schlechtem Stil geschriebener Text auch inhaltlich nicht ernst zu nehmen und sein Autor ein Barbar sei. Daher wurde am mittelalterlichen Latein heftige Kritik geübt, wobei ausschließlich die klassischen Vorbilder, vor allem Cicero, den Maßstab bildeten. Besonders die Fachsprache der Scholastik, die sich vom klassischen Latein weit entfernt hatte, wurde von den Humanisten verachtet und verspottet. Eines ihrer Hauptanliegen war die Reinigung der lateinischen Sprache von „barbarischen“ Verfälschungen und die Wiederherstellung ihrer ursprünglichen Schönheit. Sprachkunst (eloquentia) und Weisheit sollten eine Einheit bilden. Nach humanistischer Überzeugung gedeihen die Studien auf allen Gebieten, wenn die Sprache in Blüte steht, und sie verfallen in Zeiten des sprachlichen Niedergangs.
Demgemäß wurde die Rhetorik als Kunst der sprachlichen Eleganz zur Zentraldisziplin aufgewertet. Auf diesem Gebiet war neben Cicero Quintilian für die Humanisten die maßgebliche Autorität. Eine Folge der gesteigerten Wertschätzung der Redekunst war die Rhetorisierung aller Formen der Kommunikation bis hin zu den Umgangsformen. Weil viele Wortführer der humanistischen Bewegung Rhetoriklehrer waren oder als Redner auftraten, nannte man die Humanisten oft auch einfach „Redner“ (oratores).
Ein Problem stellte das Spannungsverhältnis der grundsätzlich positiv bewerteten Sprachkunst zum philosophischen oder theologischen Bemühen um Wahrheitsfindung dar. Es erhob sich die Frage, ob eine vorbehaltlose Bejahung der Beredsamkeit gerechtfertigt sei, obwohl rhetorische Brillanz zur Täuschung und Manipulation missbraucht werden kann. Der Einwand, Eloquenz sei zwangsläufig mit Lüge verbunden und die Wahrheit spreche auch ohne rednerischen Schmuck für sich, wurde von den Humanisten ernst genommen und kontrovers diskutiert. Die Rhetorikbefürworter gingen von der humanistischen Grundüberzeugung aus, Form und Inhalt seien nicht zu trennen, ein wertvoller Inhalt erfordere schöne Form. Sie glaubten, guter Stil sei ein Zeichen angemessenen Denkens und eine ungepflegte Ausdrucksweise sei auch unklar. Diese Einstellung dominierte, doch es gab auch Vertreter der Gegenthese, die meinten, die Philosophie bedürfe keiner Beredsamkeit und die Wahrheitssuche vollziehe sich in einem eloquenzfreien Bereich.
Ihren Höhepunkt erreichte die Kultivierung der Sprache aus der Sicht der Humanisten in der Dichtkunst, die daher bei ihnen die höchste Wertschätzung genoss. Wie für die Prosa Cicero war für die Poesie Vergil das maßgebliche Vorbild. Als Krone der Dichtung wurde das Epos betrachtet, daher versuchten viele Humanisten das klassische Epos zu erneuern. Oft wurden die Epen von Herrschern in Auftrag gegeben und dienten deren Verherrlichung. Stark verbreitet war aber auch die Gelegenheitsdichtung, darunter Geburtstags-, Hochzeits- und Trauergedichte. Nördlich der Alpen waren poetische Reisebeschreibungen (Hodoeporica) beliebt. Vom Dichter erwartete man gemäß dem Ideal des poeta doctus das Sachwissen eines universal Gebildeten, das sowohl kultur- als auch naturwissenschaftliche und praktische Kenntnisse umfassen sollte. Sehr geschätzt wurden auch die Kunst des literarisch anspruchsvollen Briefwechsels und der literarische Dialog. Der Dialog galt als vorzügliches Mittel zur Übung des Scharfsinns und der Argumentationskunst. Briefe wurden oft gesammelt und veröffentlicht; sie hatten dann einen belletristischen Charakter, waren teils für die Publikation bearbeitet oder frei erfunden. Ihre Verbreitung diente auch der Eigenwerbung und Selbststilisierung ihrer Verfasser.
Wer sich eine solche Sichtweise zu eigen machte und in der Lage war, sich mündlich und schriftlich in klassischem Latein elegant und fehlerfrei auszudrücken, wurde von den Humanisten als einer der ihren betrachtet. Erwartet wurde von einem Humanisten, dass er die lateinische Grammatik und die Rhetorik beherrschte, sich in antiker Geschichte und Moralphilosophie sowie in der altrömischen Literatur gut auskannte und lateinisch dichten konnte. Vom Ausmaß solcher Kenntnisse und vor allem von der Eleganz ihrer Präsentation hing der Rang des Humanisten unter seinesgleichen ab. Griechischkenntnisse waren sehr erwünscht, aber nicht notwendig; viele Humanisten lasen griechische Werke nur in lateinischer Übersetzung.
Die dauerhafte internationale Vorherrschaft des Lateins im Bildungswesen wurde auf seine ästhetische Vollendung zurückgeführt. Trotz dieser Dominanz des Lateinischen bemühten sich manche Humanisten aber auch um die gesprochene Sprache ihrer Zeit, die Volkssprache. In Italien war die Eignung des Italienischen zur Literatursprache ein intensiv erörtertes Thema. Manche Humanisten betrachteten die Volkssprache, das volgare, als prinzipiell minderwertig, da es eine verderbte Form des Lateinischen und somit ein Resultat des Sprachverfalls sei. Andere sahen im Italienischen eine junge, entwicklungsfähige Sprache, die besonderer Pflege bedürfe.
Das intensive humanistische Interesse an Sprache und Literatur erstreckte sich auch auf die orientalischen Sprachen, besonders auf das Hebräische. Dies bildete einen Ansatzpunkt für die Beteiligung jüdischer Intellektueller an der humanistischen Bewegung.
Da die Humanisten der Ansicht waren, dass möglichst alle Menschen gebildet sein sollten, stand den Frauen die aktive Teilnahme an der humanistischen Kultur offen. Frauen traten vor allem als Mäzeninnen, Dichterinnen und Autorinnen literarischer Briefe hervor. Einerseits fanden ihre Leistungen überschwängliche Anerkennung, andererseits hatten sich manche von ihnen auch mit Kritikern auseinanderzusetzen, die ihre Aktivitäten als unweiblich und daher unziemlich rügten.
Die Grundvoraussetzung des Bildungsprogramms war die Zugänglichkeit des antiken Literaturbestands. Viele der heute bekannten Werke waren im Mittelalter verschollen. Sie hatten den Untergang der antiken Welt nur in vereinzelten Exemplaren überdauert und waren nur in seltenen Abschriften in Kloster- oder Dombibliotheken vorhanden. Diese Texte waren den mittelalterlichen Gelehrten vor dem Beginn der Renaissance weitgehend unbekannt. Die humanistischen „Handschriftenjäger“ durchsuchten die Bibliotheken mit großem Eifer und entdeckten eine Vielzahl von Werken. Ihre Erfolge wurden enthusiastisch bejubelt. Die Funde waren allerdings in der Regel keine antiken Codices, sondern nur mittelalterliche Kopien. Von den antiken Handschriften hatten nur wenige die Jahrhunderte überstanden. Der weitaus größte Teil des antiken Schrifttums, das bis heute erhalten geblieben ist, wurde durch die Abschreibtätigkeit der von den Humanisten verachteten mittelalterlichen Mönche gerettet.

### Philosophische und religiöse Aspekte
In der Philosophie dominierte die Ethik. Logik und Metaphysik traten in den Hintergrund. Die weitaus meisten Humanisten waren eher Philologen und Historiker als kreative Philosophen. Dies hing mit ihrer Überzeugung zusammen, dass Erkenntnis und Tugend aus unmittelbarem Kontakt des Lesers mit den klassischen Texten entstehen, sofern diese in unverfälschter Form zugänglich sind. Es herrschte die Überzeugung, dass die Orientierung an Vorbildern für den Erwerb der Tugend erforderlich sei. Die angestrebten Qualitäten wurzelten in der paganen Antike, sie verdrängten christlich-mittelalterliche Tugenden wie die Demut. Das humanistische Persönlichkeitsideal bestand in der Verbindung von Bildung und Tugend.
Daneben gibt es noch andere Merkmale, die zur Charakterisierung des humanistischen Welt- und Menschenbildes angeführt werden. Diese Erscheinungen, die man schlagwortartig mit Begriffen wie „Individualismus“ oder „Autonomie des Subjekts“ zu erfassen versucht, beziehen sich aber auf die Renaissance allgemein und nicht nur speziell auf den Humanismus.
In früheren Etappen der wissenschaftlichen Untersuchung der Renaissancekultur wurde oft behauptet, ein Merkmal der Humanisten sei ihr distanziertes Verhältnis zum Christentum und zur Kirche gewesen oder es habe sich sogar um eine antichristliche Bewegung gehandelt. So betrachtete Jacob Burckhardt den Humanismus als atheistisches Heidentum, während Paul Oskar Kristeller nur eine Zurückdrängung des religiösen Interesses konstatierte. Eine andere Deutungsrichtung unterschied zwischen christlichen und nichtchristlichen Humanisten. Die neuere Forschung zeichnet ein differenziertes Bild. Die Humanisten gingen von dem allgemeinen Grundsatz der universalen Vorbildlichkeit der Antike aus und bezogen dabei auch die „heidnische“ Religion ein. Daher hatten sie zum antiken „Heidentum“ in der Regel ein unbefangenes, meist positives Verhältnis. Es war bei ihnen üblich, auch christliche Inhalte in klassisch-antikem Gewand zu präsentieren samt einschlägigen Begriffen aus der altgriechischen und altrömischen Religion und Mythologie. Die meisten von ihnen konnten dies mit ihrem Christentum gut vereinbaren. Manche waren wohl nur noch dem Namen nach Christen, andere nach kirchlichen Maßstäben fromm. Ihre weltanschaulichen Positionen waren sehr unterschiedlich und in manchen Fällen – auch aus Gründen der Opportunität – vage, unklar oder schwankend. Häufig suchten sie nach einem Ausgleich zwischen gegensätzlichen philosophischen und religiösen Auffassungen und neigten zum Synkretismus. Es gab unter ihnen Platoniker, Aristoteliker, Stoiker, Epikureer und Anhänger des Skeptizismus, Geistliche und Antiklerikale.

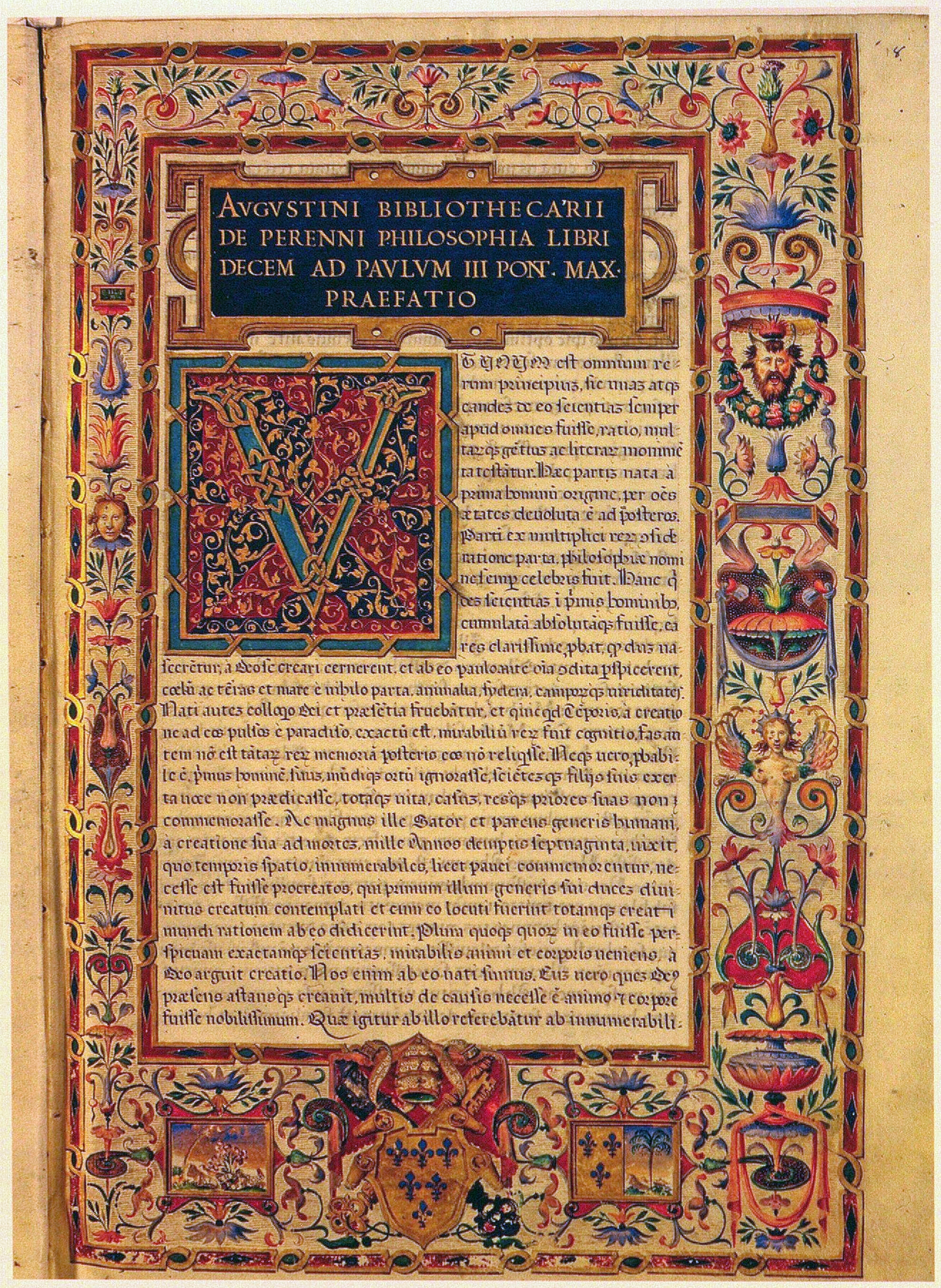
Der Anfang von Agostino Steucos Vorrede zu seiner Schrift De perenni philosophia im Widmungsexemplar für Papst Paul III., der Handschrift Biblioteca Apostolica Vaticana, Vat. lat. 6377, fol. 18r

Ein wirkmächtiges Konzept war die Lehre von den „alten Theologen“ (prisci theologi). Sie besagte, dass große vorchristliche Persönlichkeiten – Denker wie Platon und Weisheitslehrer wie Hermes Trismegistos und Zarathustra – dank ihren Erkenntnisbemühungen und göttlicher Gnade einen kostbaren Wissensschatz über Gott und die Schöpfung erlangt hätten. Diese „alte Theologie“ habe einen wesentlichen Teil des Weltbilds und der Ethik des Christentums vorweggenommen. Daher komme den Lehren solcher Meister auch unter theologischem Gesichtspunkt der Rang von Erkenntnisquellen zu. Ein Wortführer dieser Rezeptionsform war Agostino Steuco, der 1540 den Begriff philosophia perennis (immerwährende Philosophie) prägte. Darunter versteht man die Überzeugung, dass die zentralen Lehren des Christentums philosophisch erfassbar seien und mit den Weisheitslehren des Altertums übereinstimmten.
Häufig beklagten die Humanisten die Ungebildetheit des Klerus und insbesondere der Ordensleute. Zwar gab es unter den Humanisten auch Mönche, doch im Allgemeinen war das Mönchtum – besonders die Bettelorden – ein Hauptgegner des Humanismus, denn es war stark in einer asketischen, weltflüchtigen Geisteshaltung verwurzelt, die von Skepsis gegenüber weltlicher Bildung geprägt war. Mit ihrem Ideal eines kultivierten Menschentums distanzierten sich die Humanisten von dem in konservativen Kreisen und besonders in den Mönchsorden dominierenden Menschenbild, dessen Grundlage die Armseligkeit, Sündhaftigkeit und Erlösungsbedürftigkeit des Menschen war. Der unkultivierte Mönch, der antike Handschriften im Schmutz seines maroden Klosters verkommen lässt, stellte das typische Feindbild der Humanisten dar.
Das im mittelalterlichen Denken allgegenwärtige generelle Elend des menschlichen Daseins war den Humanisten zwar bewusst und wurde von ihnen thematisiert, doch zogen sie daraus nicht wie die Mönche die Konsequenz, sich ganz auf die christliche Jenseitserwartung auszurichten. Vielmehr machte sich in ihrem Milieu eine positive, teils mit Begeisterung vertretene Einschätzung der menschlichen Qualitäten, Leistungen und Möglichkeiten geltend. Verbreitet war die Vorstellung, der kultivierte Mensch gleiche einem Bildhauer oder Dichter, da er sich selbst zu einem Kunstwerk forme. Damit verband sich der Gedanke einer anzustrebenden Vergöttlichung des Menschen, zu der dieser seiner Natur nach veranlagt sei. Eine solche Entfaltung seiner Möglichkeiten könne er in Freiheit und selbstbestimmt verwirklichen. Ein Wortführer der optimistischen Strömung war Giannozzo Manetti, dessen 1452 vollendete Programmschrift Über die Würde und Vortrefflichkeit des Menschen im Titel zwei Schlüsselbegriffe der humanistischen Anthropologie herausstellt, die dignitas (Würde) und excellentia (Vortrefflichkeit). Neben dem dominierenden zuversichtlichen Welt- und Menschenbild gab es allerdings auch die Skepsis mancher Humanisten, die auf die Erfahrung menschlicher Schwäche, Torheit und Hinfälligkeit hinwiesen. Darüber kam es zu kontroversen Debatten.
Als Merkmale und Beweise der Würde des Menschen und seiner einzigartigen Sonderstellung in der Welt wurden mehrere Qualitäten benannt: seine Fähigkeit, alles wissen zu können; seine nahezu unbegrenzte Forschungs- und Erfindungskraft; die Sprachfähigkeit, mit der er seine Erkenntnisse ausdrücken kann; seine Kompetenz, die Welt zu ordnen, und sein damit verbundener Herrschaftsanspruch. Mit diesen Qualitäten erschien der Mensch wie ein kleiner Gott, dessen Mission es ist, auf der Erde als erkennende, ordnende und gestaltende Macht zu wirken. Ein wesentlicher Aspekt war dabei die Stellung des Menschen in der „Mitte“ der Welt, inmitten all der Dinge, zu denen er in einem Bezug steht, zwischen denen er vermittelt und die er miteinander verbindet.
Hinsichtlich der Beurteilung der Fähigkeit des Menschen, sein Schicksal selbst in die Hand zu nehmen, bestand ein Gegensatz zwischen Humanismus und Reformation. Dieser zeigte sich besonders scharf im Streit um die Willensfreiheit gegenüber Gott. Nach dem humanistischen Verständnis wendet sich der Mensch durch die Kraft seines freien Willens Gott zu oder von ihm ab. Dagegen protestierte Martin Luther in seiner Streitschrift De servo arbitrio, in der er die Existenz einer solchen Willensfreiheit heftig bestritt.
Viele kosmopolitische Humanisten wie Erasmus und sogar Reuchlin wandten sich von der Reformation ab. Die von Luther, Zwingli und anderen aufgeworfenen Fragen lagen ihnen zu sehr im Bereich des dogmatischen mittelalterlichen Denkens; die erneute Dominanz der Theologie unter den Wissenschaften schreckte sie ab. Andere Humanisten lösten sich von den antiken Studien oder nutzten sie nur noch zur Bibelauslegung, auch weil sie sich aus politisch-religiösen Gründen nicht mehr an italienischen Vorbildern orientieren wollten. Sie griffen vielmehr aktiv in den konfessionellen Streit ein und bedienten sich dabei der deutschen Sprache. So entstand ein nationaler Humanismus vor allem unter Luther-Anhängern wie Ulrich von Hutten.

### Geschichtsverständnis
Der Renaissance-Humanismus brachte erstmals bedeutende geschichtstheoretische Werke hervor; zuvor hatte noch keine systematische Auseinandersetzung mit geschichtstheoretischen Fragen stattgefunden.
Während in der vorangehenden Zeit das Geschichtsverständnis stark von der Theologie geprägt war, brachte die humanistische Geschichtsschreibung eine Loslösung von der theologischen Perspektive. Das historische Geschehen wurde nun innerweltlich erklärt, nicht mehr als Erfüllung des göttlichen Heilsplans. Ein zentraler Aspekt war auch hier die humanistische Betonung der Ethik, der Frage nach dem richtigen, tugendhaften Verhalten. Wie schon in der Antike galt die Geschichte als Lehrmeisterin. Die in Geschichtswerken eindrücklich beschriebenen vorbildlichen Haltungen und Taten von Helden und Staatsmännern sollten zur Nachahmung anspornen. Von der Weisheit der Vorbilder erwartete man Anstöße zur Lösung von Gegenwartsproblemen. Dabei ergab sich für die Historiker ein Spannungsverhältnis zwischen ihrem literarischen Gestaltungswillen und moralischen Ziel einerseits und dem Erfordernis der Wahrheitstreue andererseits. Diese Problematik wurde kontrovers diskutiert.
Eine wesentliche Neuerung betraf die Periodisierung. Die „Wiederaufrichtung“ der idealisierten antiken Kultur führte zu einer neuen Einteilung der Kulturgeschichte in drei Hauptepochen: das Altertum, das die klassischen Meisterwerke hervorgebracht hatte, die daran anschließenden „finsteren“ Jahrhunderte als Verfallsperiode und die vom Humanismus eingeleitete Epoche der Regeneration, die als gegenwärtiges Goldenes Zeitalter verherrlicht wurde. Aus diesem dreigliedrigen Schema entstand später die geläufige Einteilung der abendländischen Geschichte in Altertum, Mittelalter und Neuzeit. Es bedeutete eine teilweise Abwendung von dem bisher herrschenden Geschichtsbild, das von der Vorstellung der translatio imperii bestimmt war, der Fiktion eines Fortbestehens des Römerreichs und seiner Kultur bis zum künftigen Weltende. Die Antike wurde verstärkt als abgeschlossene Epoche wahrgenommen, wobei man zwischen einer Blütezeit, die bis etwa zum Untergang der römischen Republik gedauert habe, und einer in der frühen Kaiserzeit einsetzenden Dekadenz unterschied. Diese neue Periodisierung bezog sich allerdings nur auf die kulturelle Entwicklung, nicht auf die politische Geschichte. Die Einnahme und Plünderung Roms durch die Goten im Jahr 410, ein mehr kulturgeschichtlich als militärisch bedeutsamer Vorgang, wurde als gravierender Einschnitt angeführt. Auch der Tod des spätantiken Gelehrten und Schriftstellers Boethius (524/526) wurde als Zäsur genannt, denn er sei der letzte antike Autor gewesen, der ein gutes Latein geschrieben habe.
Mit der Periodisierung hängt eine neue historische Kritik zusammen. Die humanistische Geschichtswahrnehmung war von einem doppelten Grundgefühl der Distanz bestimmt: einerseits kritische Distanz zur als „barbarisch“ abgelehnten unmittelbaren Vergangenheit, andererseits aber auch eine durch die zeitliche Ferne bedingte Distanz zur antiken Leitkultur, deren Erneuerung unter völlig andersartigen Verhältnissen nur bedingt möglich war. Dieses Bewusstsein ermöglichte in Verbindung mit der humanistischen Quellenkritik eine höhere Sensibilität für geschichtliche Wandlungsprozesse und damit für Geschichtlichkeit überhaupt. Man erkannte die Sprache als historisches Phänomen und begann, die antiken Quellen historisch einzuordnen und damit zu relativieren. Dies war eine Entwicklung in Richtung auf die Objektivitätsforderung der neuzeitlichen Geschichtswissenschaft. Dem stand allerdings die rhetorische Grundanlage und moralische Zielsetzung der humanistischen Historiographie entgegen.
Vielfach verband sich die Geschichtsschreibung und Geschichtsforschung der Humanisten mit einem neuartigen nationalen Selbstbewusstsein und entsprechenden Abgrenzungsbedürfnis. In der Reflexion auf nationale Identität und in der Völkertypologie kam es zu mancherlei Verherrlichung des Eigenen und Abwertung des Fremden. Der humanistische Nationendiskurs erhielt schon im 14. Jahrhundert mit Petrarcas Schmähungen gegen die Franzosen eine polemische Ausrichtung. Wenn sich die Gelehrten als Repräsentanten ihrer Völker betrachteten, wurden Vergleiche angestellt und Rivalitäten ausgetragen. Zahlreichen Humanisten war der Ruhm ihrer Länder ein wichtiges Anliegen. Italiener kultivierten den Stolz auf ihren besonderen Rang als Nachkommen der klassischen antiken Vorbilder und auf die internationale Dominanz der Sprache Roms. Sie knüpften an die altrömische Verachtung der „Barbaren“ an und blickten auf die Völker herab, deren Vorfahren einst in der Völkerwanderung die antike Zivilisation ausgelöscht hatten. Patriotische Humanisten anderer Herkunft wollten in dem Wettstreit um Ruhm und Rang nicht zurückstehen. Sie versuchten nachzuweisen, dass ihr Volk nicht mehr barbarisch sei, denn es sei im Lauf seiner Geschichte zu einer höheren Kultur aufgestiegen oder vom gegenwärtig regierenden Herrscher dorthin geführt worden. So erst sei es zu einer Nation geworden. Eine andere Strategie bestand darin, die als unverdorben bewertete Natürlichkeit der eigenen Vorfahren als Gegenbild der Dekadenz der antiken Römer entgegenzustellen.

### Nachahmung und Eigenständigkeit
Ein schwieriges Problem ergab sich aus dem Spannungsverhältnis zwischen der Forderung nach Nachahmung der klassischen antiken Meisterwerke und dem Streben nach eigener schöpferischer Leistung. Die Autorität der normgebenden Vorbilder konnte überwältigend wirken und kreative Impulse hemmen. Die Gefahr einer rein rezeptiven Haltung und der damit verbundenen Unfruchtbarkeit wurde von innovativ eingestellten Humanisten wahrgenommen und thematisiert. Dies führte zur Auflehnung gegen die als erdrückend empfundene Macht der Normen. Anderer Meinung waren die Gelehrten, die jede Abweichung vom klassischen Modell als Verfallserscheinung und Barbarisierung verurteilten. Diese Diskursteilnehmer argumentierten ästhetisch. Für sie war das Verlassen des Rahmens, den die Nachahmung eines unübertrefflichen Musters setzte, gleichbedeutend mit einer nicht hinnehmbaren Einbuße an Qualität. Die Auseinandersetzung mit der Problematik von Nachahmung und Eigenständigkeit beschäftigte die Humanisten während der gesamten Epoche der Renaissance. Dabei ging es um die Frage, ob es überhaupt möglich sei, den wiederbelebten antiken Vorbildern gleichzukommen oder sie sogar mit eigenen originalen Werken zu übertreffen. Der Vergleich zwischen den Leistungen der „Modernen“ und denen der „Alten“ bot Anlass zu kulturgeschichtlicher Reflexion und ergab unterschiedliche Einschätzungen der beiden Zeitalter. Darüber hinaus erhoben sich dabei allgemeine Fragen der Autoritäts- und Normenbegründung und der Wertung von Vergangenheit und Gegenwart, Tradition und Fortschritt. Verbreitet war die Meinung, man solle mit der Antike in einen produktiven Wettstreit (aemulatio) treten.
Die Kontroverse entzündete sich in erster Linie am „Ciceronianismus“. Die „Ciceronianer“ waren Stilisten, die nicht nur die antike Latinität für schlechthin vorbildlich hielten, sondern überdies Ciceros Stil und Wortschatz für allein maßgeblich erklärten. Sie meinten, Cicero sei unübertroffen und es sei der Grundsatz anzuwenden, dass man in allen Dingen das Beste vorzuziehen habe. Diese Beschränkung auf die Nachahmung eines einzigen Vorbilds stieß aber auf Widerspruch. Kritiker sahen darin eine sklavische Abhängigkeit und wandten sich gegen die Einengung der Ausdrucksfreiheit. Ein Wortführer dieser kritischen Richtung war Angelo Poliziano. Er meinte, jeder solle erst die Klassiker studieren, dann aber danach trachten, er selbst zu sein und sich selbst auszudrücken. Extreme Ausprägungen des Ciceronianismus wurden zur Zielscheibe gegnerischen Spottes.

### Ruhmbedürfnis und Rivalitäten

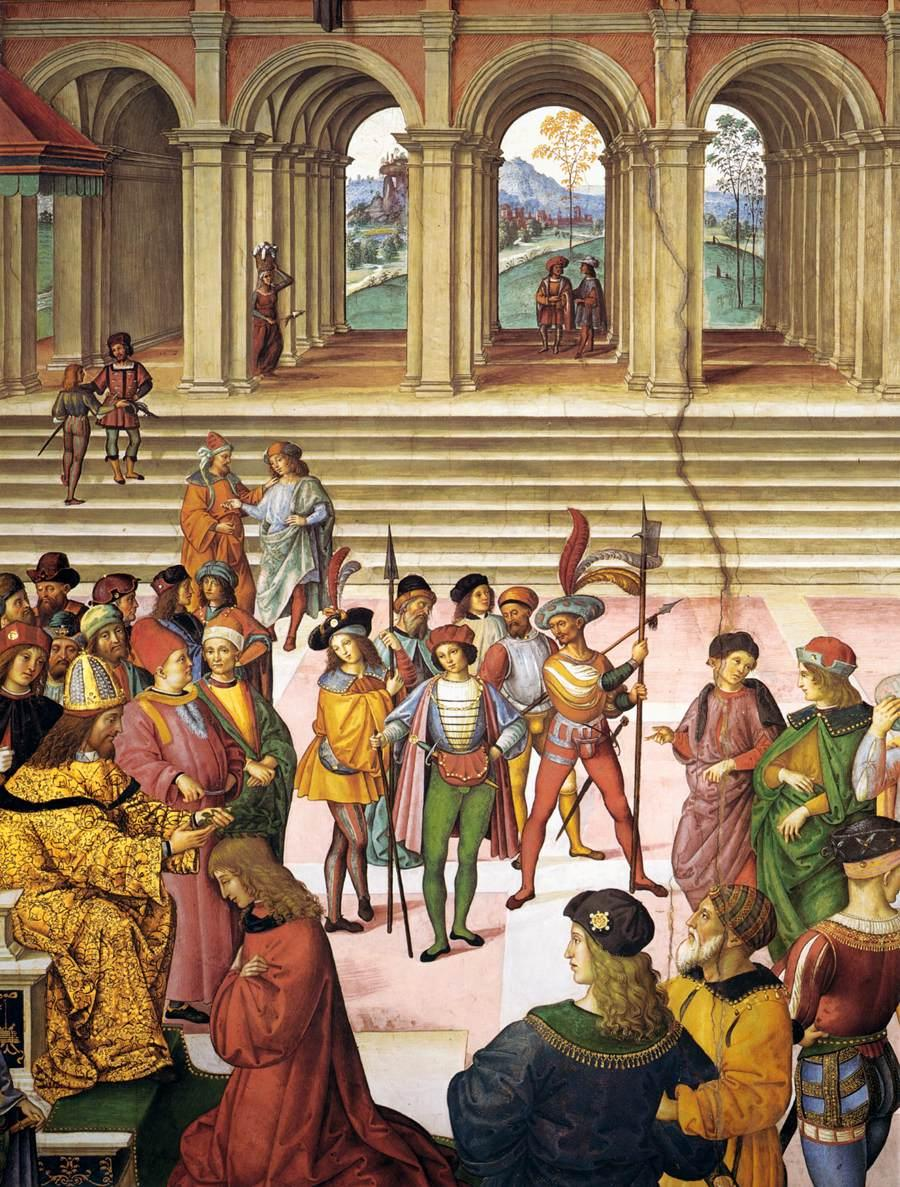
Dichterkrönung eines Humanisten: König Friedrich III. krönt im Jahr 1442 in Frankfurt Enea Silvio Piccolomini. Fresko von Pinturicchio in der Dombibliothek von Siena

Ein markanter Charakterzug vieler Humanisten war ihr starkes, teils übersteigertes Selbstbewusstsein. Sie arbeiteten für ihren eigenen Ruhm und Nachruhm, die literarische „Unsterblichkeit“. Ihr Geltungsbedürfnis zeigte sich beispielsweise im Drang nach der Dichterkrönung mit dem Dichterkranz. Ein oft beschrittener Weg zu Ruhm und Einfluss bestand darin, die durch humanistische Schulung erworbene Sprachkunst im Dienst der Mächtigen zur Geltung zu bringen. Daraus ergaben sich vielfältige Abhängigkeitsverhältnisse zwischen humanistischen Intellektuellen und den Machthabern und Mäzenen, von denen sie gefördert wurden und denen sie als Propagandisten dienten. Viele Humanisten waren opportunistisch gesinnt, ihre Unterstützung für ihre Gönner war käuflich. Ihre rhetorischen und dichterischen Fähigkeiten stellten sie denen zur Verfügung, die das honorieren konnten. In den Konflikten, in denen sie Partei ergriffen, waren sie leicht durch verlockende Angebote zum Frontwechsel zu bewegen. Sie meinten, mit ihrer Beredsamkeit die Entscheidung über den Ruhm und Nachruhm eines Papstes, Fürsten oder Mäzens in der Hand zu haben, und spielten diese Macht aus. Mit Fest- und Prunkreden, Dichtungen, Biographien und Geschichtswerken verherrlichten sie die Taten ihrer Auftraggeber und stellten sie als denen antiker Helden gleichwertig dar.
Untereinander waren die Humanisten oft zerstritten. Mit Invektiven (Schmähschriften) fielen sie hemmungslos übereinander her, manchmal aus nichtigem Anlass. Auch führende, berühmte Humanisten wie Poggio, Filelfo und Valla polemisierten maßlos und ließen am Gegner kein gutes Haar. Die Widersacher stellten einander als ignorant, lasterhaft und bösartig dar und verbanden literarische Kritik mit Angriffen aufs Privatleben und sogar auf die Familienangehörigen der Geschmähten.

## Berufstätigkeit
Wichtige berufliche Betätigungsfelder für Humanisten waren Bibliothekswesen, Buchproduktion und Buchhandel. Einige gründeten und leiteten Privatschulen, andere organisierten bestehende Schulen neu oder arbeiteten als Hauslehrer. Neben dem Bildungsbereich bot vor allem der Staatsdienst und insbesondere der diplomatische Dienst berufliche Möglichkeiten und Aufstiegschancen. An Fürstenhöfen oder in Stadtregierungen fanden Humanisten Beschäftigung als Räte, Sekretäre und Leiter von Kanzleien, manche waren als Publizisten, Festredner, Hofdichter, Geschichtsschreiber oder Prinzenerzieher für ihre Dienstherren tätig. Ein wichtiger Arbeitgeber war die Kirche; viele Humanisten waren Kleriker und bezogen ein Einkommen aus Pfründen oder fanden eine Anstellung im kirchlichen Dienst. Manche stammten aus wohlhabenden Familien oder wurden von Mäzenen unterstützt. Nur wenige konnten als Schriftsteller ihren Lebensunterhalt verdienen.
Anfänglich stand der Humanismus dem Universitätsbetrieb fern, doch wurden in Italien im 15. Jahrhundert zunehmend Humanisten auf Lehrstühle für Grammatik und Rhetorik berufen oder es wurden besondere Lehrstühle für humanistische Studien geschaffen. Es gab eigene Professuren für Poetik (Dichtungstheorie). Um die Mitte des 15. Jahrhunderts waren die humanistischen Studien an den italienischen Universitäten fest etabliert. Außerhalb Italiens konnte sich der Humanismus vielerorts erst im 16. Jahrhundert dauerhaft an den Universitäten durchsetzen.

## Italienischer Humanismus

Karte der politischen Verhältnisse Italiens im Jahr 1494

Der italienische Renaissance-Humanismus formte sich im Lauf der ersten Hälfte des 14. Jahrhunderts und war um die Jahrhundertmitte in seinen Grundzügen ausgebildet. Sein Ende als Epoche kam, als im 16. Jahrhundert seine Errungenschaften zu Selbstverständlichkeiten geworden waren und keine neuen bahnbrechenden Impulse mehr von ihm ausgingen. Als symbolhafter Einschnitt wurde von den Zeitgenossen die Katastrophe des Sacco di Roma, der Plünderung Roms im Jahr 1527, empfunden. Etwa damals endete nach heutiger Einteilung die Hochrenaissance in der bildenden Kunst und zugleich auch die Glanzzeit des mit dem Renaissance-Humanismus verbundenen Lebensgefühls. Der italienische Humanismus blieb aber bis ans Ende des 16. Jahrhunderts lebendig.

### Vorhumanismus
Mit dem nicht genau definierten Begriff „Vorhumanismus“ (Prähumanismus, Protohumanismus) werden kulturelle Erscheinungen im 13. und frühen 14. Jahrhundert bezeichnet, die auf den Renaissance-Humanismus vorausweisen. Da diese Richtung ihre Zeit nicht prägte, kann man nicht von einer „Epoche des Vorhumanismus“ sprechen, sondern nur von einzelnen vorhumanistischen Phänomenen. Außerdem ist der Begriff umstritten; Ronald G. Witt hält ihn für unangebracht. Witt meint, es handle sich bereits um Humanismus. Demnach sei Petrarca, der als Begründer des Humanismus gilt, ein „Humanist der dritten Generation“.
Der „Vorhumanismus“ oder Humanismus vor der Renaissance entstand in Oberitalien und entfaltete sich dort im 13. Jahrhundert. Der Impuls kam aus der Rezeption antiker Poesie. Als Bewunderer der antiken Dichtung begannen, die „heidnischen“ Meisterwerke offensiv gegen die Kritik konservativer kirchlicher Kreise zu rechtfertigen, kam zur herkömmlichen Pflege dieses Bildungsguts ein neues Element hinzu, das als humanistisch bezeichnet werden kann. Eine Pionierrolle spielten die Paduaner Gelehrten und Dichter Lovato de’ Lovati (1241–1309) und Albertino Mussato (1261–1329), die schon philologisch arbeiteten, und der in Vicenza tätige Dichter und Geschichtsschreiber Ferreto de’ Ferreti († 1337), der seinen klaren und eleganten Stil der Nachahmung der Vorbilder Livius und Sallust verdankte. Mussato, der die Lesetragödie Ecerinis nach dem Vorbild der Tragödien Senecas verfasst hatte, erhielt 1315 die „Dichterkrone“, womit der antike Brauch der Bekränzung herausragender Dichter mit einem Lorbeerkranz erneuert wurde. Nach seiner Überzeugung war die klassische antike Dichtkunst göttlichen Ursprungs. So wurden damals bereits Elemente des Renaissance-Humanismus vorweggenommen.

### Anfänge

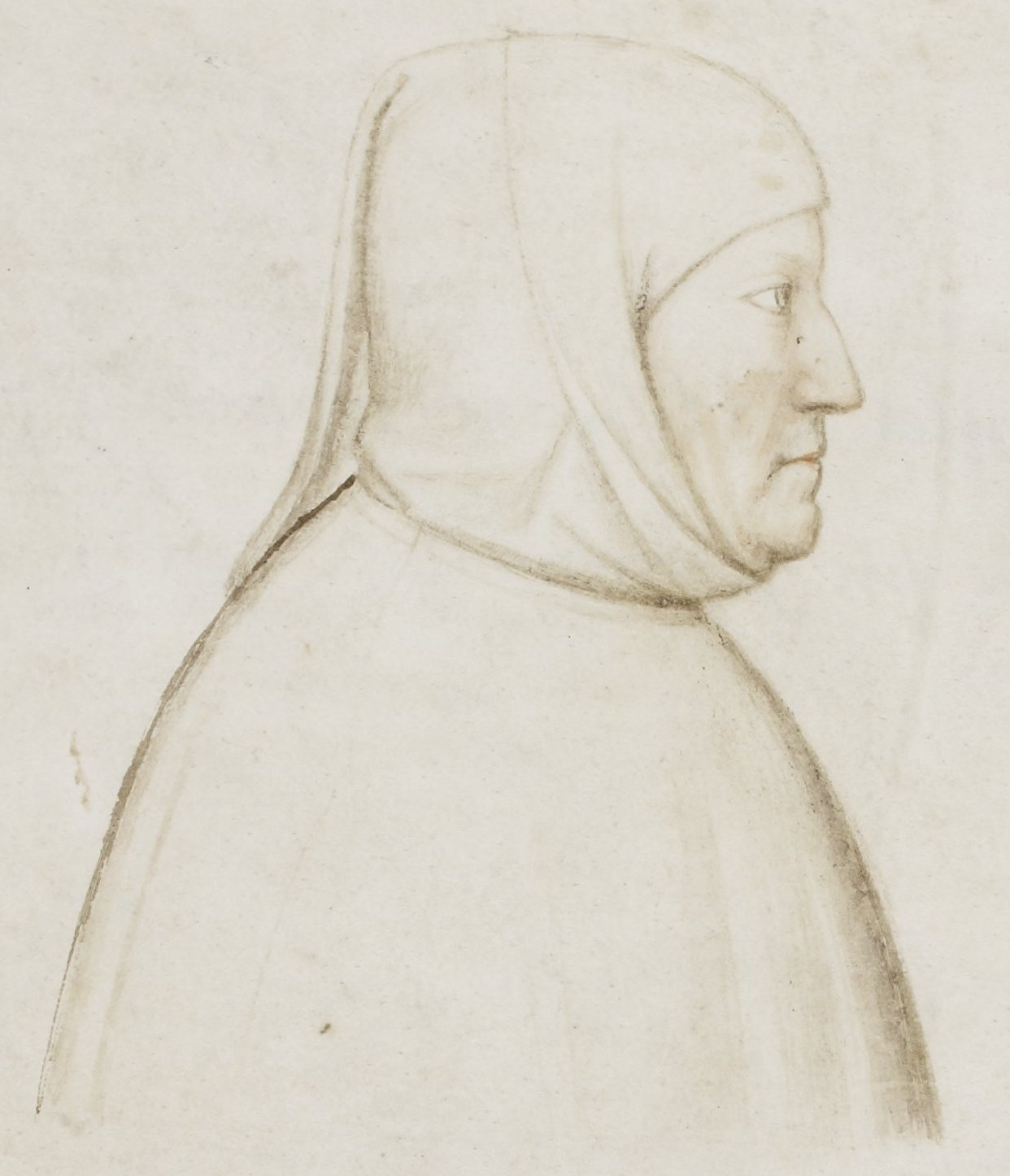
Zeitgenössisches Porträt Petrarcas in der Handschrift Paris, Bibliothèque nationale de France, Lat. 6069F

Der Renaissance-Humanismus begann um die Mitte des 14. Jahrhunderts mit den Aktivitäten des berühmten Dichters und Altertumsliebhabers Francesco Petrarca (1304–1374). Im Unterschied zu seinen Vorläufern stellte sich Petrarca scharf und polemisch in Gegensatz zum gesamten scholastischen Bildungswesen seiner Zeit. Er hoffte auf eine beginnende neue Kulturblüte und sogar auf ein neues Zeitalter. Dieses sollte nicht nur kulturell, sondern auch politisch an die Antike, an das Römische Reich anknüpfen. Daher unterstützte Petrarca 1347 mit Begeisterung den Staatsstreich des Cola di Rienzo in Rom. Cola war selbst gebildet, von der römischen Antike fasziniert und ein glänzender Redner, womit er humanistische Werte teilweise vorwegnahm. Er war die führende Persönlichkeit einer adelsfeindlichen Strömung, die einen italienischen Staat mit Rom als Mittelpunkt anstrebte. Die politischen Träume und Utopien scheiterten zwar an den Machtverhältnissen und an Colas Mangel an Realitätssinn, aber die kulturelle Seite der Erneuerungsbewegung, die der politisch vorsichtigere Petrarca repräsentierte, setzte sich nachhaltig durch.
Petrarcas Erfolg beruhte darauf, dass er nicht nur die Ideale und Sehnsüchte vieler gebildeter Zeitgenossen artikulierte, sondern auch als Persönlichkeit den neuen Zeitgeist verkörperte. Bei ihm begegnen bereits voll ausgeprägt die markantesten Merkmale des Renaissance-Humanismus:
- die Idee einer Vorbildlichkeit der altrömischen Staats- und Gesellschaftsordnung
- scharfe Ablehnung des scholastischen Universitätsbetriebs, das heißt des im Spätmittelalter dominierenden Aristotelismus. Aristoteles wird zwar als antiker Klassiker respektiert, aber seine mittelalterlichen Interpreten, besonders Averroes, werden heftig kritisiert. Letztlich läuft das auf eine fundamentale Kritik an Aristoteles hinaus.[45]
- Verwerfung der spekulativen Metaphysik und Theologie des Spätmittelalters und der als sinnlos empfundenen logischen Tüfteleien. Dadurch weitgehende Reduzierung der Philosophie auf die Tugendlehre, wobei es auf die Praxis der Tugend, nicht auf die theoretische Erfassung ihres Wesens ankommt.
- Wiederentdeckung verschollener klassischer Texte, Sammeln und Kopieren von Handschriften, Anlegen einer umfangreichen Privatbibliothek.[46] Rückkehr zu unmittelbarem, unbefangenem Kontakt mit den antiken Texten durch Befreiung vom Deutungsmonopol kirchlicher Autoritäten. Grenzenlose Bewunderung Ciceros.
- Die Begegnung mit den antiken Autoren wird als Zwiegespräch aufgefasst. Das Verhältnis des Lesers zum Autor bzw. zum Buch, in dem der Autor gegenwärtig ist, ist dialogisch. Im täglichen Dialog mit den Autoren erhält der Humanist Antworten auf seine Fragen und Normen für sein Verhalten.[47]
- Kampf gegen die in den medizinischen und juristischen Fakultäten herrschenden Wissenschaftskonzepte. Den Ärzten wird Ignoranz und Scharlatanerie vorgeworfen, den Juristen Spitzfindigkeit.[48]
- Begierde nach Bestätigung und Ruhm, starkes Selbstbewusstsein, Empfindlichkeit, Bereitschaft zu heftiger Polemik gegen wirkliche oder vermeintliche Neider und Feinde.

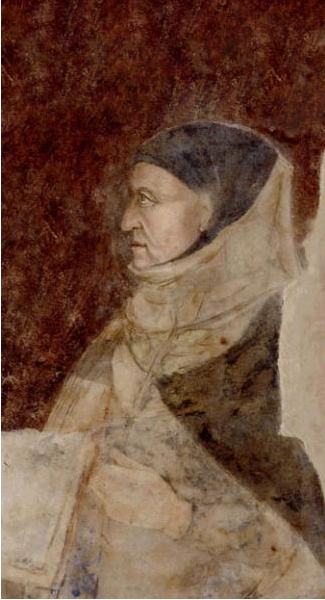
Altersbildnis Boccaccios auf einem Fresko des 14. Jahrhunderts

Stark von Petrarca beeinflusst war der etwas jüngere Dichter und Schriftsteller Giovanni Boccaccio (1313–1375). Auch er entdeckte Handschriften bedeutender antiker Werke. Seine humanistische Grundhaltung zeigt sich insbesondere in seiner Verteidigung der Dichtkunst. Der Dichtung gebührt nach seiner Überzeugung nicht nur unter literarischem Gesichtspunkt höchster Rang, sondern auch wegen ihrer Rolle bei der Erlangung von Weisheit und Tugend. In ihr vereinen sich im Idealfall Sprachkunst und Philosophie und erreichen ihre Vollendung. Die paganen Dichter betrachtete Boccaccio als Theologen, da sie göttliche Wahrheiten verkündet hätten. In der poetischen Sprache sah er nicht ein Instrument des Menschlichen, sondern des Göttlichen im Menschen.

### Die Blütezeit in Florenz

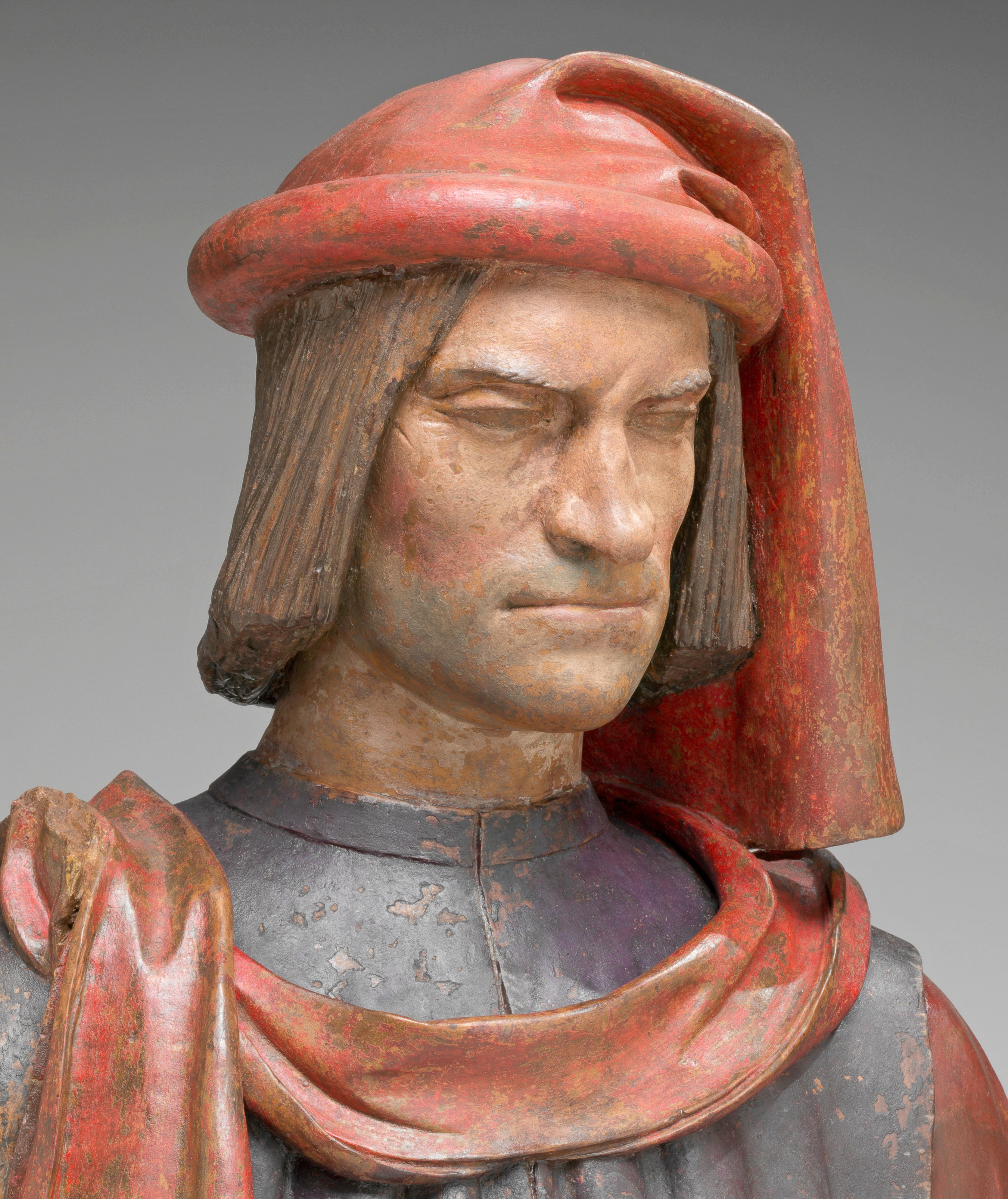
Lorenzo il Magnifico. Büste in der National Gallery of Art, Washington

Florenz als herausragende Kunst- und Kulturstätte war die Keimzelle des Humanismus. Von dort gingen entscheidende Impulse sowohl für die Philologie als auch für die Philosophie und die humanistische Geschichtsschreibung aus. Aus Florenz stammende bzw. dort ausgebildete Humanisten trugen ihr Wissen in andere Zentren. Die herausragende Rolle des Florentiner Humanismus blieb bis in die 1490er Jahre erhalten. Dann wirkte sich jedoch der im Zeitraum 1494–1498 dominierende Einfluss des antihumanistischen Mönchs Savonarola auf das Florentiner Kulturleben verheerend aus, und die Wirren der Folgezeit hemmten die Erholung.
In Florenz bestand keine starke scholastische Tradition, da die Stadt keine erstrangige Universität hatte. Das geistige Leben spielte sich großenteils in lockeren Gesprächszirkeln ab. Diese offene Atmosphäre bot günstige Voraussetzungen für eine humanistische Diskussionskultur. Das Amt des Kanzlers der Republik war seit Coluccio Salutati, der es von 1375 bis 1406 innehatte, von Humanisten besetzt. Es bot dem Amtsinhaber Gelegenheit, der Öffentlichkeit die Vorzüge einer Verflechtung politischen und literarischen Wirkens und damit den staatspolitischen Nutzen des Humanismus zu demonstrieren. Von dieser Chance machte Salutati in seinen Sendschreiben und politischen Schriften mit großem Erfolg Gebrauch. Durch seine wissenschaftlichen, kulturellen und politischen Leistungen machte er Florenz zum Hauptzentrum des italienischen Humanismus, zu dessen führenden Theoretikern er gehörte.
Ein weiterer großer Vorteil für den Florentiner Humanismus war das Mäzenatentum der Familie Medici, die von 1434 bis 1494 im politischen und kulturellen Leben der Stadt eine dominierende Rolle spielte. Cosimo de’ Medici („il Vecchio“, † 1464) und sein Enkel Lorenzo („il Magnifico“, † 1492) zeichneten sich durch großzügige Förderung der Künste und Wissenschaften aus. Lorenzo, selbst ein begabter Dichter und Schriftsteller, galt als das Modell eines Renaissance-Mäzens.
Allerdings hat die angeblich von Cosimo nach dem Vorbild der antiken Platonischen Akademie begründete Platonische Akademie in Florenz als Institution nicht existiert; die Bezeichnung „Platonische Akademie von Florenz“ wurde erst im 17. Jahrhundert erfunden. Tatsächlich handelte es sich nur um den Schülerkreis des bedeutenden Florentiner Humanisten Marsilio Ficino (1433–1499). Ficino, der von Cosimo unterstützt wurde, erstrebte eine Synthese von antikem Neuplatonismus und katholischem Christentum. Mit großem Fleiß widmete er sich der Übersetzung antiker griechischer Schriften ins Lateinische und der Kommentierung von Werken Platons und antiker Platoniker.
Zu Ficinos Kreis gehörte der umfassend gebildete, arabisch- und hebräischkundige Giovanni Pico della Mirandola (1463–1494), der für die Vereinbarkeit aller philosophischen und religiösen Traditionen einschließlich der islamischen eintrat und ein prominenter Vertreter der christlichen Kabbala war. Picos Rede Über die Würde des Menschen gehört zu den berühmtesten Texten der Renaissance, obwohl sie nie gehalten und erst nach seinem Tode veröffentlicht wurde. Sie gilt als Programmschrift der humanistischen Anthropologie. Pico leitete die Würde des Menschen aus der Willens- und Wahlfreiheit ab, die den Menschen auszeichne und von allen übrigen Geschöpfen unterscheide und damit seine Einzigartigkeit und Gottebenbildlichkeit begründe.
Herausragende Repräsentanten des Florentiner Humanismus waren auch Niccolò Niccoli († 1437), ein eifriger Büchersammler und Organisator der Beschaffung und Erforschung von Handschriften; Leonardo Bruni, ein Schüler Salutatis und als Kanzler 1427–1444 Fortsetzer von dessen Politik, Verfasser einer bedeutenden Darstellung der Geschichte von Florenz; Ambrogio Traversari (1386–1439), der aus dem Griechischen übersetzte und als Mönch eine Ausnahmeerscheinung unter den Humanisten war; dessen Schüler Giannozzo Manetti (1396–1459), der unter anderem aus dem Hebräischen übersetzte, sowie Angelo Poliziano (1454–1494), der italienisch, lateinisch und griechisch dichtete und sich in der Textkritik hervortat. Weitere bedeutende Humanisten, die zeitweilig in Florenz wirkten, waren Francesco Filelfo, Poggio Bracciolini und Leon Battista Alberti. Vespasiano da Bisticci (1421–1498) war der erste Buchhändler großen Stils. Er war außerordentlich findig in der Beschaffung von Handschriften aller Art und ließ sie von Dutzenden von Kopisten kalligraphisch abschreiben, um die Nachfrage von Humanisten und Fürsten, die Bibliotheken aufbauten, zu decken. Außerdem verfasste er eine Sammlung von Lebensbeschreibungen herausragender Persönlichkeiten seiner Zeit, mit der er die Vorstellungen der Nachwelt vom Renaissance-Humanismus stark beeinflusste.
Als Bürgerhumanismus (englisch civic humanism) wird der Einsatz humanistischer Publizistik im Kampf für eine republikanische Verfassung und gegen „tyrannische“ Alleinherrschaft eines Machthabers bezeichnet. Dazu gesellte sich bei den Vertretern dieser Richtung eine allgemeine Höherschätzung staatsbürgerlichen Gestaltungswillens gegenüber dem Rückzug in ein beschauliches Privatleben, später auch die Bejahung des bürgerlichen Wohlstands, der nicht mehr als Hindernis der Tugend angesehen wurde, und eine Aufwertung des Italienischen als Literatursprache. Diese Haltung machte sich in Florenz geltend, wobei der Kanzler Coluccio Salutati eine Pionierrolle spielte. Die republikanische Überzeugung wurde von dem Kanzler Leonardo Bruni rhetorisch wirksam vertreten, eingehend begründet und geschichtsphilosophisch untermauert. Dabei ging es vor allem um die Abwehr der Florenz bedrohenden Expansionspolitik der mailändischen Visconti, die ihre Position ebenfalls von Humanisten erläutern ließen und aus der Sicht ihrer Florentiner Gegner finstere Gewaltherrscher waren. Die Florentiner betonten die Vorteile der in ihrem System herrschenden Freiheit, die Mailänder pochten auf Ordnung und Frieden, die der Unterstellung unter den Willen eines Herrschers zu verdanken seien. Dieser Gegensatz wurde in der Publizistik beider Seiten scharf herausgearbeitet.
Der von dem Historiker Hans Baron ab 1925 geprägte Begriff „Bürgerhumanismus“ hat sich eingebürgert, ist aber in der Forschung umstritten. Gegner der „Baron-These“ behaupten, Baron idealisiere die Politik der humanistischen Florentiner Kanzler und folge deren Propaganda, er ziehe aus seinen Beobachtungen zu weitreichende Folgerungen und sein Vergleich mit der Geschichte des 20. Jahrhunderts sei unzulässig. Außerdem berücksichtige er den imperialistischen Charakter der Florentiner Politik nicht.

### Rom

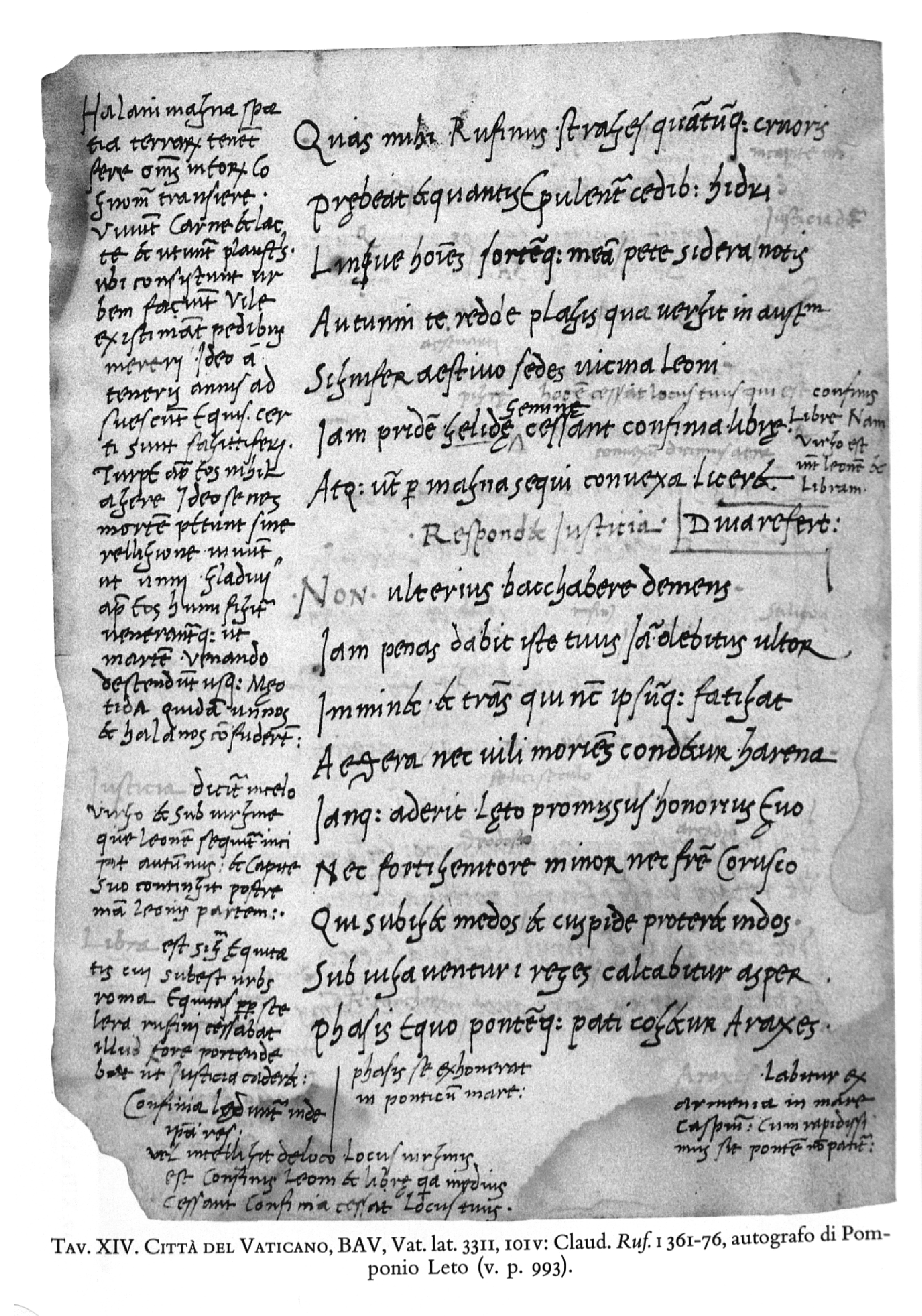
Seite aus einer von Pomponius Laetus eigenhändig geschriebenen Handschrift (Claudian, In Rufinum mit Kommentar des Pomponius)

Für die Humanisten war Rom der Inbegriff des Verehrungswürdigen. Als Zentrum des Humanismus stand Rom jedoch hinter Florenz zurück und begann erst um die Mitte des 15. Jahrhunderts zu blühen. Dabei kamen die stärksten Anregungen aus Florenz und dessen Umfeld. Die meisten in Rom lebenden Humanisten waren auf eine Anstellung an der Kurie angewiesen, meist in der päpstlichen Kanzlei, manchmal als Sekretäre der Päpste. Viele waren Sekretäre von Kardinälen. Manche der begehrten Ämter in der Kanzlei waren käufliche Lebensstellungen. Viel hing davon ab, wie humanistenfreundlich der jeweils regierende Papst war.
Starken Auftrieb gab dem römischen Humanismus Papst Nikolaus V. (1447–1455) mit seiner weitsichtigen Kulturpolitik. Er holte namhafte Gelehrte und Literaten an seinen Hof, veranlasste Übersetzungen aus dem Griechischen und schuf als eifriger Büchersammler die Basis für eine neue Vatikanische Bibliothek. Pius II. (Enea Silvio de’ Piccolomini, 1458–1464) war zwar vor seiner Papstwahl als Humanist hervorgetreten, fand als Pontifex aber nur wenig Zeit zur Kulturförderung. Pius II. baute seine Geburtsstadt Corsignano zur idealen Renaissancestadt um, die sich nach ihm Pienza nannte. Sie gilt als erstes Beispiel einer so genannten humanistischen Stadtplanung – eine Anregung, die andere italienische Städte aufnahmen und die sich schließlich über ganz Europa verbreitete.
Als sehr humanistenfreundlich erwiesen sich Sixtus IV. (1471–1484), Julius II. (1503–1513) und Leo X. (1513–1521). Allerdings setzte schon unter Leo ein Niedergang ein. Ein schwerer Rückschlag war der Sacco di Roma im Jahr 1527.
Führende Persönlichkeiten im römischen Humanismus des 15. Jahrhunderts waren Poggio Bracciolini, Lorenzo Valla, Flavio Biondo und Julius Pomponius Laetus. Poggio († 1459) war der erfolgreichste Entdecker von Handschriften und erwarb sich mit spektakulären Funden hohes Ansehen. Er verfasste moralphilosophische Dialoge, aber auch gehässige Schmähschriften. Viel Beachtung fanden die als kulturgeschichtliche Quellen wertvollen, literarisch gestalteten Sammlungen seiner Briefe. Wie manche andere Gelehrte auswärtiger Herkunft fasste Poggio Rom nur als vorübergehenden Wohnsitz auf. Valla († 1457), mit Poggio tödlich verfeindet, war Professor für Rhetorik. Er erzielte bedeutende Fortschritte in der Sprachanalyse und Quellenkritik und stach durch seine unkonventionellen Ansichten und seine Provokationslust hervor. Biondo († 1463) vollbrachte bahnbrechende Leistungen auf dem Gebiet der Archäologie und historischen Topographie Italiens, insbesondere Roms. Er bezog auch das mittelalterliche Italien in seine Forschungen ein und arbeitete an der systematischen Erfassung von Überresten der Antike. Mit seiner Enzyklopädie Roma illustrata schuf er ein Standardwerk der Altertumskunde. Auf diesem Gebiet betätigte sich später auch Pomponius († 1498), der als Hochschullehrer eine große Schülerschar für die Altertumswissenschaft begeisterte. Er gründete um 1464 die älteste römische Akademie, die Accademia Romana, eine lockere Gelehrtengemeinschaft. Einer seiner Schüler war der vorzügliche Archäologe Andrea Fulvio. Die Akademie geriet 1468 in eine schwere Krise und wurde vorübergehend geschlossen, weil Papst Paul II. einzelne Humanisten aufrührerischer Umtriebe verdächtigte. Das harte Vorgehen dieses Papstes gegen die Akademie war eine untypische, vorübergehende Störung im ansonsten eher unproblematischen Verhältnis zwischen Kurie und Humanismus; im Kardinalskollegium fanden die beschuldigten Humanisten eifrige und erfolgreiche Fürsprecher.

Pietro Bembo, Gemälde von Tizian, 1539/40, National Gallery of Art, Washington

Von den jüngeren römischen Humanistengemeinschaften des späten 15. und frühen 16. Jahrhunderts widmeten sich die bekanntesten der Pflege einer an Ciceros Vorbild orientierten Latinität und der neulateinischen Dichtung. Rom war eine Hochburg des Ciceronianismus; darin trafen sich die Bedürfnisse der päpstlichen Kanzlei mit den Neigungen der Humanisten. Sogar theologische Texte wurden mit Ciceros Wortschatz formuliert. Die Selbstdarstellung des Papsttums war nach Form und Inhalt vom antikisierenden Geist der an der Kurie tätigen Humanisten durchdrungen. In deren Texten wurden Christus und die Heiligen wie altrömische Helden gepriesen, die Kirche erschien als Nachfolgerin des römischen Imperiums und den Päpsten wurde wie neuen Kaisern gehuldigt. So verschmolzen pagane und christliche Kultur zu einer Einheit.
Die streng ciceronianisch gesinnten Humanisten Pietro Bembo († 1547) und Jacopo Sadoleto († 1547) erlangten als Sekretäre Leos X. beträchtlichen Einfluss an der Kurie. Bembo, der dem Venezianer Adel entstammte, betätigte sich auch als Geschichtsschreiber und stieg zum Kardinal auf. In seinem einflussreichen Hauptwerk Prose della volgar lingua legte er 1525 eine Grammatik und Stiltheorie der italienischen Literatursprache vor. Als klassische Vorbilder, die im Italienischen nachzuahmen seien, etablierte er Petrarca für die Lyrik und Boccaccio für die Prosa.

### Neapel
Im Königreich Neapel lebte der Humanismus von der Gunst der Könige. Die humanistische Hofgeschichtsschreibung diente der Verherrlichung der regierenden aragonischen Dynastie.

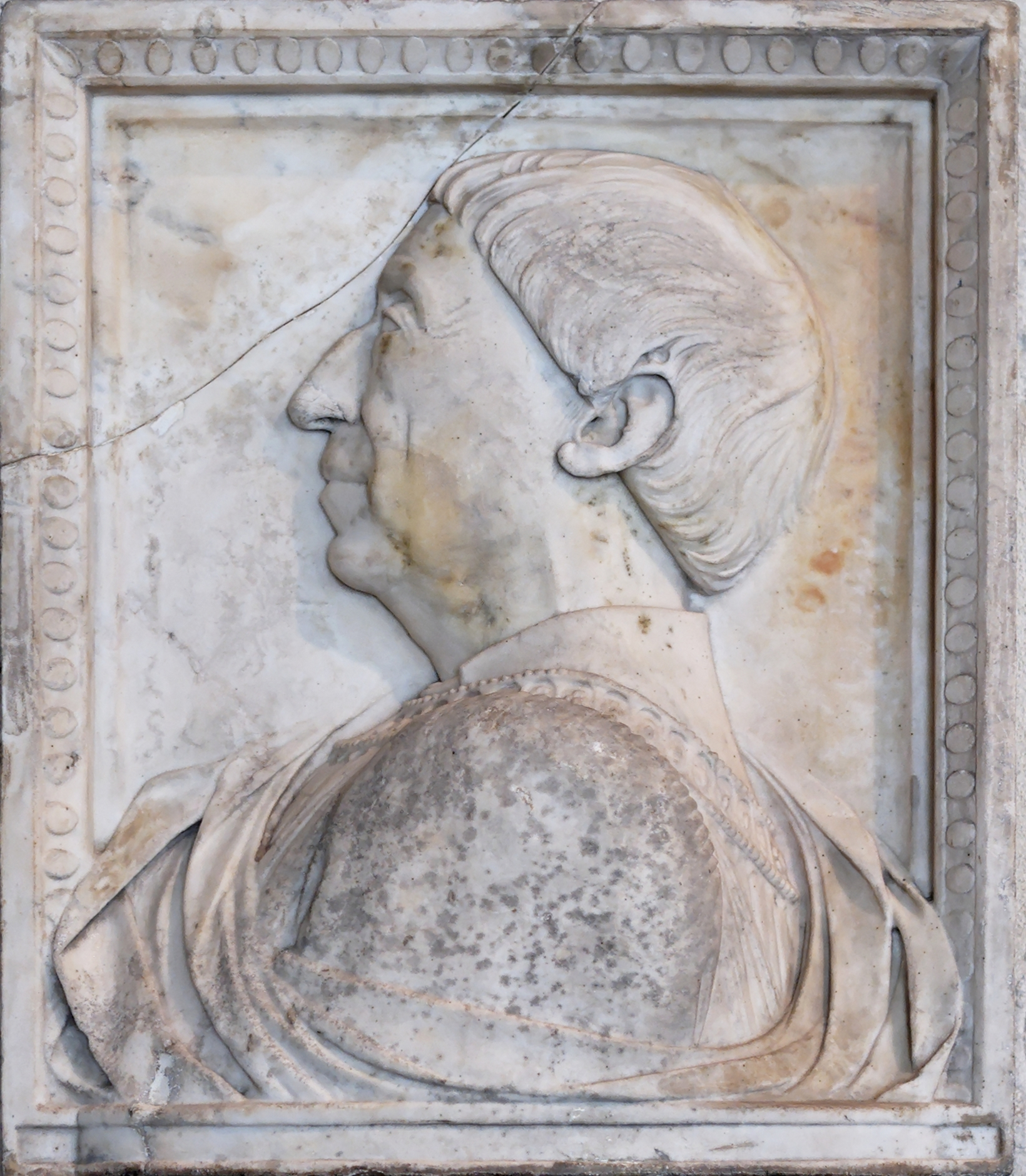
Alfons I. von Neapel. Skulptur des 15. Jahrhunderts im Louvre, Paris

Schon König Robert von Anjou, der von 1309 bis 1343 in Neapel regierte, hatte sich von Petrarca zu Bildungsbemühungen anregen lassen und eine Bibliothek angelegt, aber erst Alfons V. von Aragón (Alfons I. von Neapel, 1442–1458), der glanzvollste Mäzen unter den damaligen Fürsten Italiens, machte den Humanismus in Neapel heimisch. Er bot Humanisten, die sich durch ihr kühnes und herausforderndes Auftreten anderswo missliebig gemacht hatten, in seinem Reich eine Wirkensstätte. Zu seinen Günstlingen gehörte Valla, der zeitweilig im Königreich Neapel lebte und unter Alfons’ Schutz heftige Angriffe gegen Klerus und Mönchtum richten konnte. In dieser Zeit vollbrachte Valla auch seine bekannteste wissenschaftliche Leistung: Er entlarvte die Konstantinische Schenkung, eine angebliche Schenkungsurkunde Kaiser Konstantins des Großen für Papst Silvester I., als mittelalterliche Fälschung. Dies war zugleich ein Schlag für das Papsttum, ein Triumph humanistischer Philologie und eine Gefälligkeit für König Alfons, der mit dem Papst im Streit lag. In Neapel verfasste Valla auch die Elegantiarum linguae Latinae libri sex (Sechs Bücher über die Feinheiten der lateinischen Sprache), ein für die Normierung des humanistischen Lateins grundlegendes Stilhandbuch, in dem er die Vorzüge der lateinischen Sprache detailliert beschrieb. Auch Antonio Beccadelli, der sich mit seiner für damalige Verhältnisse sensationellen erotischen Dichtung in kirchlichen Kreisen verhasst gemacht hatte, durfte sich in Neapel betätigen. Um ihn bildete sich ein lockerer Kreis von Humanisten, der – in einem weiten Sinn des Wortes – als „Akademie von Neapel“ bezeichnet wird.
Alfons’ Sohn und Nachfolger Ferdinand I. (1458–1494) setzte die Förderung des Humanismus fort und errichtete an der Universität vier humanistische Lehrstühle. Der eigentliche Gründer der Akademie wurde Giovanni Pontano († 1503), einer der bedeutendsten Dichter unter den Humanisten; nach ihm wird sie Accademia Pontaniana genannt. Sie zeichnete sich durch besondere Offenheit und Toleranz und eine breite Vielfalt von Ansätzen und Forschungsgebieten aus und wurde zu einem der einflussreichsten Zentren des geistigen Lebens in Italien. Am Hof und in der Akademie wirkte der aus Neapel gebürtige berühmte Dichter Jacopo Sannazaro († 1530), der Pontanos Tradition fortsetzte.

### Mailand
Das Herzogtum Mailand, zu dem auch die Universitätsstadt Pavia gehörte, bot unter der Herrschaft des Hauses Visconti, die bis 1447 dauerte, dem Humanismus in der herzoglichen Kanzlei und an der Universität von Pavia einen Nährboden. Ansonsten mangelte es aber an Impulsgebern. Mehr als anderswo stand in Mailand die Rolle der Humanisten als Propagandisten im Dienst des Herrscherhauses im Vordergrund. In diesem Sinne waren Antonio Loschi, Uberto Decembrio und dessen Sohn Pier Candido Decembrio am Hof tätig. Der prominenteste Humanist im Herzogtum war Francesco Filelfo († 1481), der sich durch seine vollendete Kenntnis der griechischen Sprache und Literatur auszeichnete und sogar griechisch dichtete. Filelfos vielen Schülern war eine Reihe von Klassikerausgaben zu verdanken. Er war aber nicht in Mailand verwurzelt, sondern lebte nur dort, weil er Florenz aus politischem Grunde hatte verlassen müssen, und kehrte im Alter nach Florenz zurück.
Unter dem ab 1450 regierenden Herzogsgeschlecht der Sforza profitierte auch die humanistische Kultur vom politischen und wirtschaftlichen Aufschwung, aber als Zentrum des geistigen Lebens stand Mailand hinter Florenz, Neapel und Rom zurück. Die Wirren nach der französischen Eroberung des Herzogtums im Jahr 1500 waren für den Mailänder Humanismus verheerend.

### Venedig

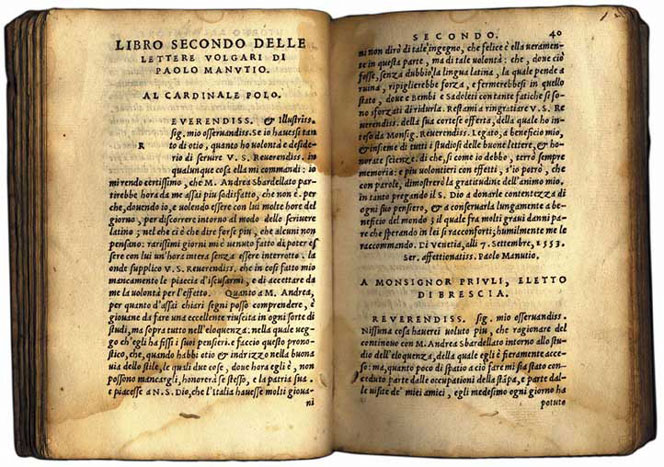
Ein bei Aldo Manuzio erschienenes Buch in Lettern von Francesco Griffo

In der Republik Venedig war der Humanismus von den Zielen und Bedürfnissen des dort herrschenden Adels abhängig. Erwünscht waren Stabilität und Kontinuität, nicht die anderswo üblichen Gelehrtenfehden und Polemik gegen die scholastische Tradition. Die humanistische Produktion war im 15. Jahrhundert zwar beachtlich, entsprach aber nicht dem politischen und wirtschaftlichen Gewicht des venezianischen Staates. Vorherrschend war ein konservativer und konventioneller Grundzug; Gelehrte leisteten solide wissenschaftliche Arbeit, doch fehlte es an originellen Ideen und anregenden Kontroversen. Die Venezianer Humanisten waren Verteidiger des aristokratischen Systems der Stadt. Traditionelle Religiosität und Aristotelismus bildeten eine starke Strömung. Ein herausragender und typischer Repräsentant des Venezianer Humanismus war Francesco Barbaro († 1454).
Später war die markanteste Persönlichkeit der Drucker und Verleger Aldo Manuzio, der 1491–1516 in Venedig tätig war und auch griechische Textausgaben herausbrachte. Seine Produktion, die Aldinen, war europaweit für den Buchdruck und das Verlagswesen wegweisend. Manuzios Verlagshaus wurde zum Mittelpunkt des Venezianer Humanismus. Die Philologen trafen sich in der Neoacademia des Verlegers. Bei dieser „Akademie“ handelte es sich um einen Gesprächskreis, nicht um eine feste Institution.

### Sonstige Zentren
An den Höfen, die kulturell miteinander wetteiferten, fand der Humanismus vielerorts großzügige Förderer. Unter den Herrschern, die sich für humanistische Bestrebungen aufgeschlossen zeigten, ragten hervor:
- in Rimini der gebildete Condottiere und Mäzen Sigismondo Malatesta († 1468), der an seinem Hof Gelehrte und Dichter versammelte
- in Mantua die Markgrafen Gianfrancesco Gonzaga und Ludovico (Luigi) III. Gonzaga
- im Herzogtum Urbino der Condottiere und Herzog Federico da Montefeltro († 1482), ein Schüler des humanistischen Reformpädagogen Vittorino da Feltre; er legte eine große und prunkvolle Bibliothek an.
- in Ferrara Niccolò III. d’Este, Leonello d’Este und Ercole I. d’Este.

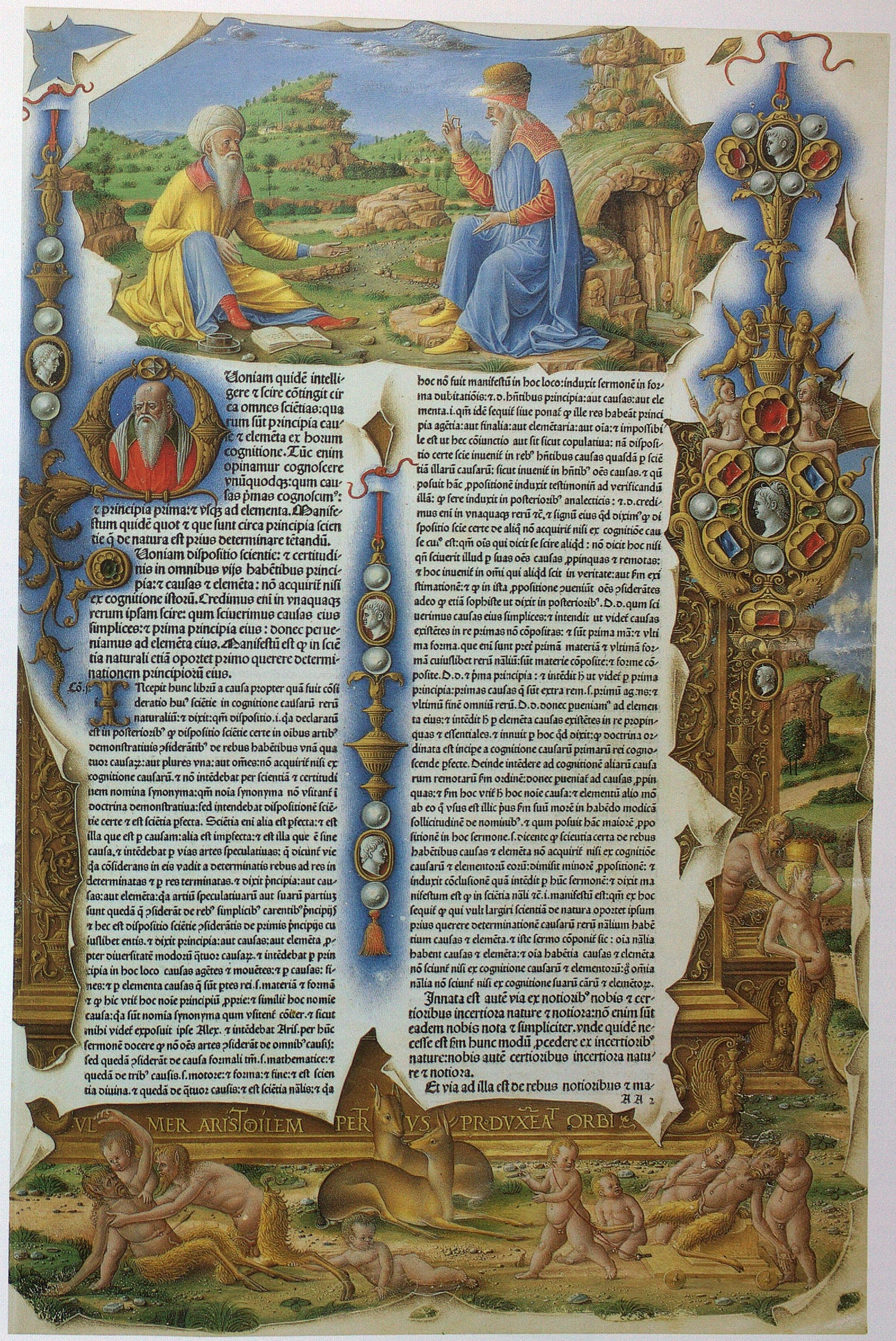
Der Anfang einer lateinischen Übersetzung der Physik des Aristoteles in einer mit handgemalten Miniaturen geschmückten Venezianer Inkunabel von 1483. New York, Morgan Library & Museum, 21194-21195, Band 1, fol. 2r

### Griechen in Italien
Zu den Faktoren, die den italienischen Humanismus beeinflussten, gehört die Krise des byzantinischen Staates, die mit seinem Zusammenbruch im Jahre 1453 endete. Griechische Gelehrte kamen zeitweilig oder dauerhaft nach Italien, teils in politischer oder kirchlicher Mission, teils um den Humanisten Griechischunterricht zu erteilen. Manche entschlossen sich wegen der katastrophalen Lage ihrer etappenweise von den Türken eroberten Heimat zur Emigration. Sie trugen zur philologischen Erschließung und Übersetzung der griechischen Klassiker bei. Große Mengen von Handschriften wurden von westlichen Sammlern bzw. deren Beauftragten im Byzantinischen Reich vor dessen Untergang aufgekauft. Dabei tat sich besonders Giovanni Aurispa hervor, der im frühen 15. Jahrhundert auf seinen Reisen in den Osten Hunderte von Codices erwarb und nach Italien brachte. Von diesen Texten ging eine starke Faszination aus, denn die Humanisten waren der Überzeugung, alle kulturellen Errungenschaften seien griechischen Ursprungs.
Im Westen war eine Reihe von Werken griechischsprachiger Philosophen schon im 13. Jahrhundert ins Lateinische übersetzt worden. Diese spätmittelalterlichen Übersetzungen folgten gewöhnlich dem starren Prinzip „Wort für Wort“ ohne Rücksicht auf die Verständlichkeit, geschweige denn auf den Stil. Daher bestand dringender Bedarf nach neuen, auch für Nichtfachleute verständlichen, fließend lesbaren Übersetzungen. Ein Großteil der griechischen Literatur wurde erstmals durch humanistische Übersetzungen und Textausgaben im Westen zugänglich. Zu diesen neu erschlossenen Schätzen zählten die Epen Homers, die meisten Dialoge Platons, Tragödie und Komödie, die Werke berühmter Geschichtsschreiber und Redner sowie medizinisches, mathematisches und naturwissenschaftliches Schrifttum.

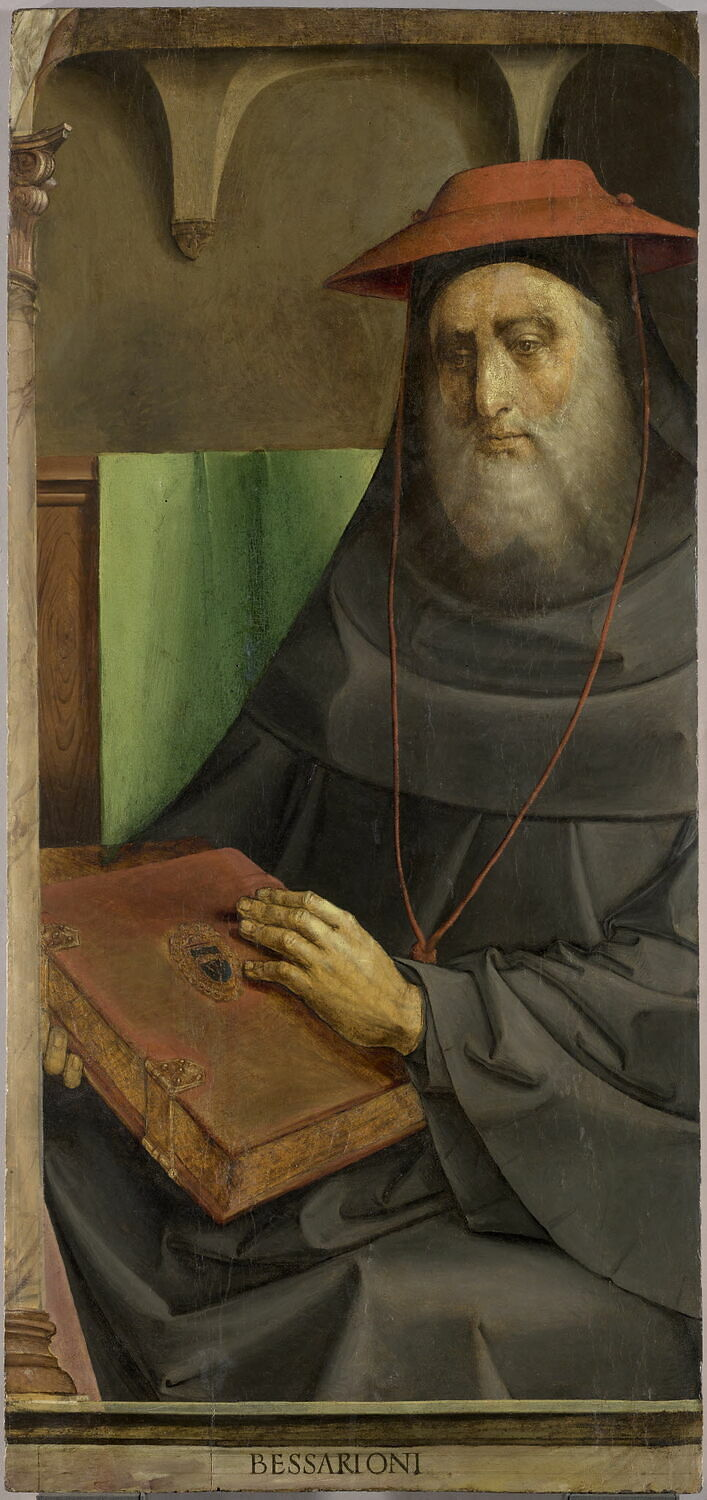
Kardinal Bessarion. Zeitgenössisches Gemälde von Justus van Gent und Pedro Berruguete. Louvre, Paris

Die Pionierrolle kam auch auf diesem Gebiet Florenz zu. Den Anfang machte Manuel Chrysoloras, der 1396 als Lehrer der griechischen Sprache und Literatur in Florenz eintraf. Er begründete die humanistische Übersetzungstechnik und verfasste die erste griechische Elementargrammatik der Renaissance. Auf dem Konzil von Ferrara/Florenz gehörten der byzantinischen Delegation, die 1438–39 mit den Konzilsvätern verhandelte, bedeutende Gelehrte an. Unter ihnen waren Georgios Gemistos Plethon, der eine vertiefte Auseinandersetzung mit den Unterschieden zwischen aristotelischer und platonischer Philosophie anregte und einen Anstoß zur Ausbreitung des Platonismus gab, und Bessarion, ein profilierter Platoniker, der nach Italien emigrierte und die Kardinalswürde erlangte. Bessarion wurde ein führender Repräsentant der griechischen Kultur in der lateinischsprachigen Gelehrtenwelt. Er legte die größte Sammlung griechischer Handschriften im Westen an und schenkte seine kostbare Bibliothek der Republik Venedig. Zu Bessarions Kreis gehörte Demetrios Chalkokondyles († 1511), der als Professor für Griechisch bedeutende Humanisten zu seinen Schülern zählte; er veröffentlichte 1488 die erste gedruckte Homerausgabe. Johannes Argyropulos, der 1456 auf einen philosophischen Lehrstuhl nach Florenz berufen wurde, leistete grundlegende Beiträge zur griechischen Philologie und zum Verständnis von Platon und Aristoteles in Italien. Theodoros Gazes und Georg von Trapezunt arbeiteten in Rom in päpstlichem Auftrag als Übersetzer philosophischer und naturwissenschaftlicher Werke sowie von Schriften der Kirchenväter.

### Bilanz der altertumswissenschaftlichen und literarischen Leistungen
Die italienischen Humanisten betätigten sich vorwiegend als Schriftsteller, Dichter und Altertumsforscher. Daher liegen ihre Hauptleistungen auf den Gebieten der Literatur, der Altertumswissenschaft und der Vermittlung antiker Bildungsgüter. Dazu zählen neben bahnbrechenden Textausgaben, Grammatiken und Wörterbüchern die Begründung der Epigraphik, die von Poggio Bracciolini initiiert wurde, und der Numismatik. Auch im Bereich der historischen Topographie und Landeskunde waren Humanisten als Pioniere tätig. Die von ihnen angefachte Begeisterung für die Antike erweckte ein starkes Interesse an den materiellen Überresten des Altertums, das in Rom besonders reichlich Nahrung fand. Päpste, Kardinäle und Fürsten bauten „Antikensammlungen“ auf, die auch Repräsentationszwecken dienten: Man konnte damit Reichtum, Geschmack und Bildung zeigen.
Hinsichtlich der Qualität des sprachlichen Ausdrucks im Lateinischen setzten die Renaissance-Humanisten neue Maßstäbe, die über ihr Zeitalter hinaus gültig blieben. Auch für die Etablierung des Italienischen als Literatursprache war ihre philologische und schriftstellerische Tätigkeit grundlegend. Zahlreiche bisher verschollene literarische Werke und Geschichtsquellen aus der Antike wurden entdeckt, der Öffentlichkeit zugänglich gemacht, übersetzt und kommentiert. Die klassische Altertumswissenschaft wurde begründet; sowohl die Philologie als auch die Geschichtsforschung einschließlich der Archäologie empfingen richtungweisende Impulse und erhielten ihre für die folgenden Jahrhunderte gültige Gestalt. Die Forderung nach Rückkehr zu den Quellen („ad fontes“), zum Authentischen, wurde zum Ausgangspunkt für die Entstehung philologisch-historischer Wissenschaft im modernen Sinne. Sie wirkte sich auch auf die Theologie aus, denn die humanistische philologische Vorgehensweise wurde auch auf die Bibel angewendet. Diese Bibelforschung wird als Bibelhumanismus bezeichnet. Mit dem Bibelhumanismus, zu dem Lorenzo Valla den Anstoß gab, war meist eine polemische Abwendung von der scholastischen Theologie verbunden.
Dank den humanistischen Bildungsbestrebungen verbreiteten sich die zuvor äußerst seltenen Griechischkenntnisse, so dass es erstmals seit dem Untergang der Antike im Westen möglich wurde, die griechische Wurzel der europäischen Kultur in ihrer besonderen Eigenart zu verstehen und zu würdigen. Dabei waren die Leistungen der italienischen Humanisten und der in Italien tätigen griechischen Gelehrten bahnbrechend. Im 16. Jahrhundert war der Unterricht in griechischer Sprache und Literatur an den größeren west- und mitteleuropäischen Universitäten durch eigene Lehrstühle etabliert und an vielen Gymnasien ein fester Bestandteil des Lehrplans. Daneben erwachte auch das Interesse an Hebräisch-Studien und an der Erforschung orientalischer Sprachen und Kulturen sowie der altägyptischen Religion und Weisheit.

### Schriftreform

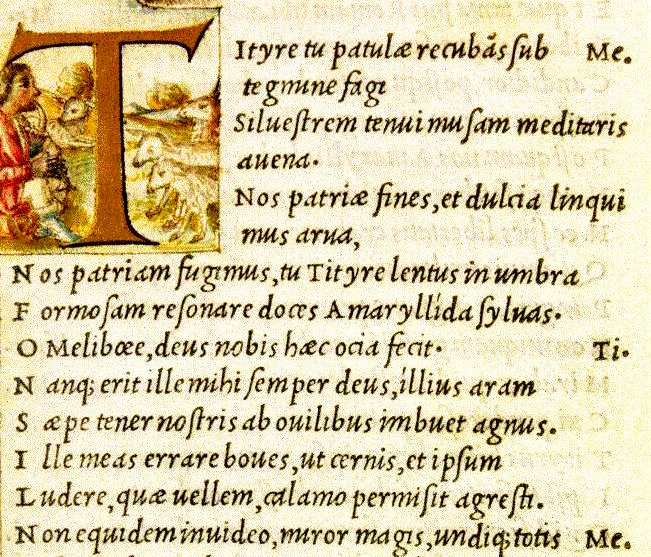
Die erste kursive Drucktype bei Aldo Manuzio in der Vergilausgabe von 1501

Den Humanisten verdankte die Renaissancekultur eine grundlegende Schriftreform. Schon Petrarca trat für eine Schrift ein, die „genau gezeichnet“ und „deutlich“ ist, nicht „ausschweifend“ und „schwelgerisch“, und die nicht die Augen „reizt und ermüdet“. Die im Spätmittelalter üblichen gebrochenen Schriften missfielen den italienischen Humanisten. Auch auf diesem Gebiet suchten sie die Lösung im Rückgriff auf eine ältere, überlegene Vergangenheit, doch die Alternative, für die sie sich entschieden, die humanistische Minuskel, wurde nicht aus einer antiken Schriftart entwickelt. Sie beruht auf Nachahmung der frühmittelalterlichen karolingischen Minuskel, in der viele der gefundenen Handschriften antiker Werke geschrieben waren. Schon im 13. Jahrhundert nannte man die karolingische Minuskel littera antiqua („alte Schrift“). Coluccio Salutati und vor allem Poggio Bracciolini trugen maßgeblich zur Gestaltung der humanistischen Minuskel bei, die ab 1400 die Form annahm, aus der dann im Buchdruck die Renaissance-Antiqua hervorging. Außerdem entwickelte Niccolò Niccoli die humanistische Kursive, auf der die moderne Schreibschrift fußt. Sie wurde 1501 von Aldo Manuzio in den Buchdruck eingeführt.

## Europaweite Ausbreitung
Von Italien aus verbreitete sich der Humanismus in ganz Europa. Italienische Träger des neuen Gedankenguts reisten nach Norden und stellten Kontakte zu einheimischen Eliten her. Viele ausländische Gelehrte und Studenten begaben sich zu Bildungszwecken nach Italien und trugen dann die humanistischen Ideen in ihre Heimatländer. Eine sehr wichtige Rolle spielten bei der Ausbreitung der neuen Ideen auch der Buchdruck und die lebhafte internationale Korrespondenz der Humanisten untereinander. Der intensive Briefwechsel förderte das Gemeinschaftsbewusstsein der Gelehrten. Auch die Konzilien (Konzil von Konstanz 1414–1418, Konzil von Basel/Ferrara/Florenz 1431–1445), die zu vielfältigen internationalen Begegnungen führten, begünstigten den Siegeszug des Humanismus.
Die Aufnahmebereitschaft für die neuen Ideen war in den einzelnen Ländern sehr verschieden. Dies zeigt sich an der unterschiedlichen Geschwindigkeit und Intensität der Rezeption humanistischer Impulse und auch darin, dass in manchen Regionen Europas nur bestimmte Teile und Aspekte des humanistischen Gedankenguts und Lebensgefühls auf Resonanz stießen. Mancherorts war der Widerstand konservativer Kreise gegen die Reformbestrebungen stark. Alles Übermittelte veränderte sich im neuen Kontext, die Anpassung an regionale Gegebenheiten und Bedürfnisse erfolgte in Prozessen produktiver Transformation. Man spricht heute von „Diffusion“ des Humanismus. Dieser neutrale Ausdruck vermeidet die Einseitigkeit der ebenfalls gängigen Bezeichnungen „Kulturtransfer“ und „Rezeption“, mit denen der aktive bzw. passive Aspekt der Vorgänge betont wird.
Nördlich der Alpen vollzog sich ebenso wie die Ausbreitung des Humanismus auch sein Ausklingen zeitverzögert. Während moderne Darstellungen des italienischen Renaissance-Humanismus nur bis in die erste Hälfte des 16. Jahrhunderts zu führen pflegen, konstatiert die Forschung für den deutschen Sprachraum eine Kontinuität bis ins frühe 17. Jahrhundert. Für die mitteleuropäische Bildungs- und Kulturgeschichte im Zeitraum zwischen etwa 1550 und etwa 1620 hat sich die Bezeichnung „Späthumanismus“ eingebürgert. Die zeitliche Abgrenzung des Späthumanismus und seine Eigenständigkeit als Epoche sind umstritten.

### Deutscher Sprachraum und Niederlande

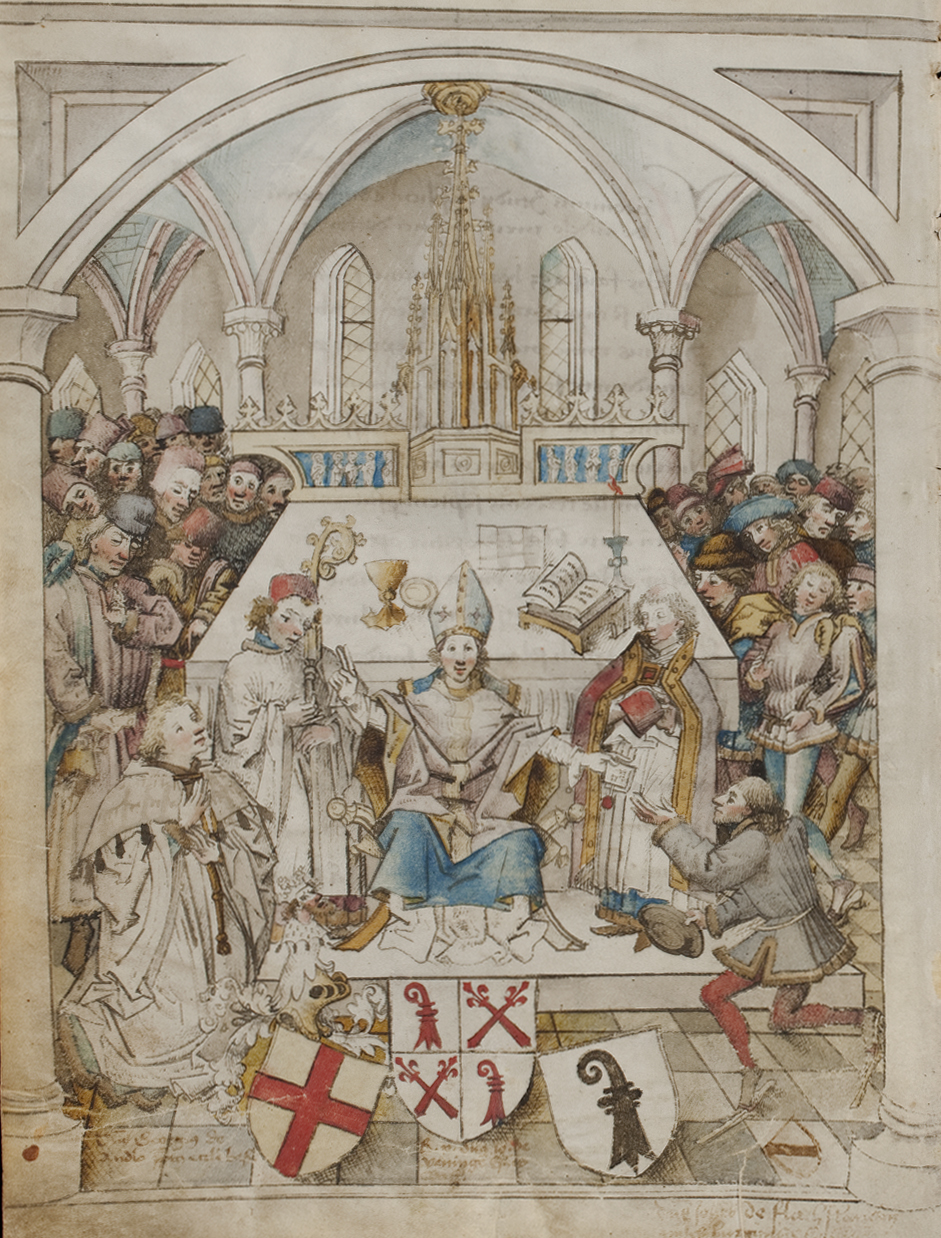
Die Gründungsfeier der Universität Basel im Jahr 1460 im Basler Münster. Buchmalerei in der Rektoratsmatrikel

Im deutschen Sprachraum verbreiteten sich die humanistischen Studien ab der Mitte des 15. Jahrhunderts, wobei überall das Vorbild der Italiener maßgeblich war. In der Anfangsphase traten in erster Linie die Höfe und Kanzleien als Zentren hervor. Die personellen Träger der Ausbreitung waren Deutsche, die in Italien studierten und bei ihrer Heimkehr lateinische Handschriften mitbrachten, und Italiener, die nördlich der Alpen als Stifterfiguren auftraten. Eine Schlüsselrolle spielte der italienische Humanist Enea Silvio de’ Piccolomini, der vor seiner Wahl zum Papst von 1443 bis 1455 als Diplomat und Sekretär König Friedrichs III. in Wien tätig war. Er wurde zur Leitfigur der humanistischen Bewegung in Mitteleuropa. Sein Einfluss reichte nach Deutschland, Böhmen und in die Schweiz. In Deutschland galt er als stilistisches Vorbild und war bis ins späte 15. Jahrhundert der einflussreichste humanistische Schriftsteller. Eines der wichtigsten kulturellen Zentren nördlich der Alpen war Basel, das seit 1460 über eine Universität verfügte. Basel wurde im Wettstreit mit Paris und Venedig zur Hauptstadt des humanistischen Druckwesens im frühneuzeitlichen Europa und war im 16. Jahrhundert dank der dort herrschenden Weltoffenheit und relativen Liberalität ein Sammelpunkt für religiöse Dissidenten, insbesondere italienische Emigranten, die ihre Gelehrsamkeit einbrachten.
Die wiederentdeckte Germania des Tacitus gab einen Anstoß zur Entwicklung der Vorstellung einer deutschen Nation und eines entsprechenden Nationalgefühls. Dieses äußerte sich im Deutschenlob, der Würdigung von als typisch deutsch geltenden Tugenden: Treue, Tapferkeit, Standhaftigkeit, Frömmigkeit und Einfachheit (simplicitas im Sinne von Unverdorbenheit, Natürlichkeit). Solche Selbsteinschätzung war bei deutschen Universitätsrednern ein beliebtes Thema, sie prägte den humanistischen Diskurs über eine deutsche Identität. Dabei betonten die Humanisten den deutschen Besitz des Kaisertums (imperium) und damit des Vorrangs in Europa. Sie behaupteten, der Adelsstand sei deutschen Ursprungs und die Deutschen seien den Italienern und Franzosen moralisch überlegen. Gepriesen wurde auch der deutsche Erfindungsgeist. Dabei verwies man gern auf die Erfindung der Buchdruckerkunst, die als deutsche Kollektivleistung galt. Theoretisch umfasste der Anspruch auf nationale Überlegenheit alle Deutschen, konkret fassten die Humanisten dabei aber nur die Bildungselite ins Auge.
An den deutschen Universitäten betätigten sich deutsche und italienische „Wanderhumanisten“, darunter der Pionier Peter Luder. Die Auseinandersetzung mit der von den Humanisten als „barbarisch“ bekämpften scholastischen Tradition war härter und zäher als in Italien, da die Scholastik an den Universitäten stark verwurzelt war und ihre Verteidiger nur langsam zurückwichen. Es kam zu einer Vielzahl von Konflikten, die zur Entstehung einer reichhaltigen polemischen Literatur führten. Ihren Höhepunkt erreichten diese Auseinandersetzungen mit der Polemik um die Veröffentlichung der satirischen „Dunkelmännerbriefe“, die der Verspottung der Antihumanisten dienten und ab 1515 großes Aufsehen erregten. Die Kölner Universität galt als Hochburg antihumanistischer Scholastik, während Erfurt ein Sammelpunkt deutscher Humanisten war. Die neuen studia humanitatis waren im herkömmlichen Universitätssystem mit seinen Fakultäten ein Fremdkörper, der daher anfangs nicht eingegliedert, sondern angegliedert wurde. Die Etablierung humanistischer Fächer und die Einsetzung des dortigen Lehrpersonals stellten für die traditionelle Lehrorganisation und Universitätsverfassung eine Herausforderung dar. Oft erfolgten solche Entscheidungen auf dem Weg obrigkeitlicher Eingriffe.

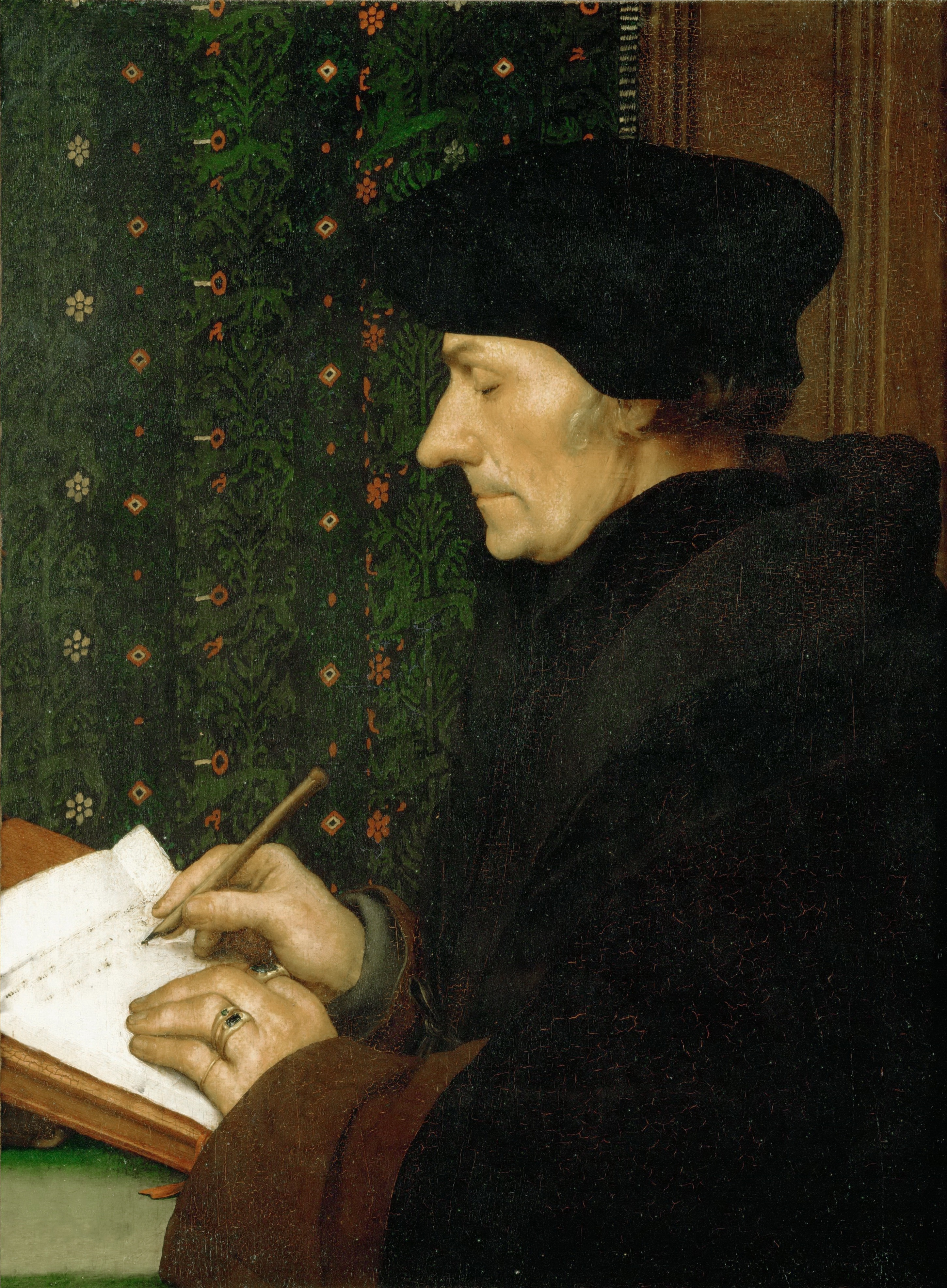
Erasmus porträtiert von Hans Holbein dem Jüngeren. Ölgemälde im Louvre, Paris

In Deutschland und den Niederlanden waren die ersten herausragenden Vertreter eines eigenständigen Humanismus, der sich von den italienischen Vorbildern emanzipierte, Rudolf Agricola († 1485) und Konrad Celtis († 1508). Agricola beeindruckte die Zeitgenossen vor allem durch seine außergewöhnlich vielseitige Persönlichkeit, die ihn zum Vorbild humanistischer Lebenskunst machte. Er verband wissenschaftliche Studien mit künstlerischer Betätigung als Musiker und Maler und zeichnete sich durch sein sehr optimistisches Bild von den menschlichen Fähigkeiten und sein rastloses Wissensstreben aus. Celtis war der erste bedeutende neulateinische Dichter in Deutschland. Er stand im Mittelpunkt eines weitgespannten Netzes von Kontakten und Freundschaften, das er auf seinen ausgedehnten Reisen schuf und durch Briefwechsel pflegte. Sein Projekt der Germania illustrata, einer geographischen, historiographischen und ethnologischen Beschreibung Deutschlands, blieb unvollendet, doch den Vorstudien war eine intensive Nachwirkung beschieden. Durch Gründung von Gelehrtengemeinschaften (sodalitates) in einer Reihe von Städten stärkte er den Zusammenhalt der Humanisten.
Der 1486 gewählte deutsche König Maximilian I. förderte die humanistische Bewegung als Mäzen mit Nachdruck und fand unter den Humanisten eifrige Anhänger, die ihn bei der Verfolgung seiner politischen Ziele publizistisch unterstützten. In Wien gründete Maximilian 1501 ein humanistisches Poetenkolleg mit Celtis als Leiter. Es gehörte zur Universität und hatte vier Lehrer, die Poetik, Rhetorik, Mathematik und Astronomie unterrichteten. Als Studienabschluss war kein traditioneller akademischer Grad, sondern eine Dichterkrönung vorgesehen.
Im frühen 16. Jahrhundert war der Niederländer Erasmus von Rotterdam der angesehenste und einflussreichste Humanist nördlich der Alpen. Von großer Tragweite war seine Bemühung, eine reine, unverfälschte Fassung des Neuen Testaments durch Rückgriff auf dessen griechischen Text zu gewinnen. Einen außerordentlich starken Widerhall fanden – auch außerhalb von Gelehrtenkreisen – seine Schriften auf dem Gebiet der Lebensberatung. Erasmus lebte von 1521 bis 1529 in Basel, wo er im Zusammenwirken mit dem befreundeten Verleger Johann Froben seine Werke veröffentlichte und eine intensive Editionstätigkeit entfaltete. Zu den namhaftesten Wortführern der humanistischen Bewegung in Deutschland zählten damals die Juristen Konrad Peutinger (1465–1547) und Willibald Pirckheimer (1470–1530), die neben ihrer wissenschaftlichen Betätigung auch als kaiserliche Räte politische und diplomatische Aufgaben übernahmen. Peutinger verfasste Rechtsgutachten zur Wirtschaft, mit denen er zu einem Pionier der neuzeitlichen Nationalökonomie wurde. Bahnbrechend wirkten auch die Historiker Johannes Aventinus (1477–1534) und Jakob Wimpheling (1450–1528) sowie der Philosoph, Gräzist und Hebraist Johannes Reuchlin (1455–1522), der die erste hebräische Grammatik verfasste. Der Historiker und Philologe Beatus Rhenanus (1485–1547) leistete mit seinem kritischen Urteil einen wertvollen Beitrag zum Aufblühen der deutschen Geschichtswissenschaft. Der Publizist Ulrich von Hutten (1488–1523) war der profilierteste Repräsentant eines kämpferischen politischen Humanismus; er verband humanistische Gelehrsamkeit mit patriotischen Zielen und einem kulturpolitischen Nationalismus. In der nächsten Generation nahm der Gräzist und Bildungsreformer Philipp Melanchthon (1497–1560) eine überragende Stellung ein; er wurde Praeceptor Germaniae („Lehrmeister Deutschlands“) genannt. Als Wissenschaftsorganisator prägte er die Schul- und Universitätsorganisation im protestantischen Raum nachhaltig, als Verfasser von Schul- und Studienbüchern wurde er für die Didaktik wegweisend.
Im deutschen Humanismus des 16. Jahrhunderts wurde das Schwergewicht zunehmend auf die Schulpädagogik und die klassische Philologie gelegt. Ab der Jahrhundertmitte wurde der humanistische Stoff im evangelischen ebenso wie im katholischen Schulwesen obligatorisch. Diese Entwicklung führte einerseits zu einer starken Bildungsverbreiterung, andererseits aber auch zu einer Verschulung und Verwissenschaftlichung, die das schöpferische Element des ursprünglichen Bildungsideals zurückdrängte. Schließlich brachte die einseitige Konzentration auf die schulische und wissenschaftliche Antikerezeption den Impuls des Renaissance-Humanismus zum Erliegen.

### Frankreich
In Frankreich verbrachte Petrarca einen großen Teil seines Lebens. Seine Polemik gegen die französische Kultur, die er für minderwertig hielt, rief heftigen Protest französischer Gelehrter hervor. Petrarca stellte fest, es gebe außerhalb Italiens keine Redner und Dichter, also keine Bildung im humanistischen Sinne. Tatsächlich fasste der Humanismus in Frankreich erst ab dem späten 14. Jahrhundert Fuß. Ein Pionier war Nikolaus von Clamanges († 1437), der ab 1381 am Collège de Navarre, dem Zentrum des französischen Frühhumanismus, Rhetorik unterrichtete und Ruhm gewann. Er war der einzige bedeutende Stilist seiner Zeit in Frankreich. In seinen späteren Jahren distanzierte er sich allerdings vom Humanismus. Nachhaltiger verinnerlichte sein Zeitgenosse Jean de Montreuil (1354–1418), ein Bewunderer Petrarcas, die humanistischen Ideale. Der einflussreiche Theologe und Kirchenpolitiker Jean Gerson (1363–1429) schrieb lateinische Gedichte nach Petrarcas Vorbild, stand den Ideen der italienischen Humanisten aber fern. Die öffentliche Wirkung des französischen Frühhumanismus blieb gering.

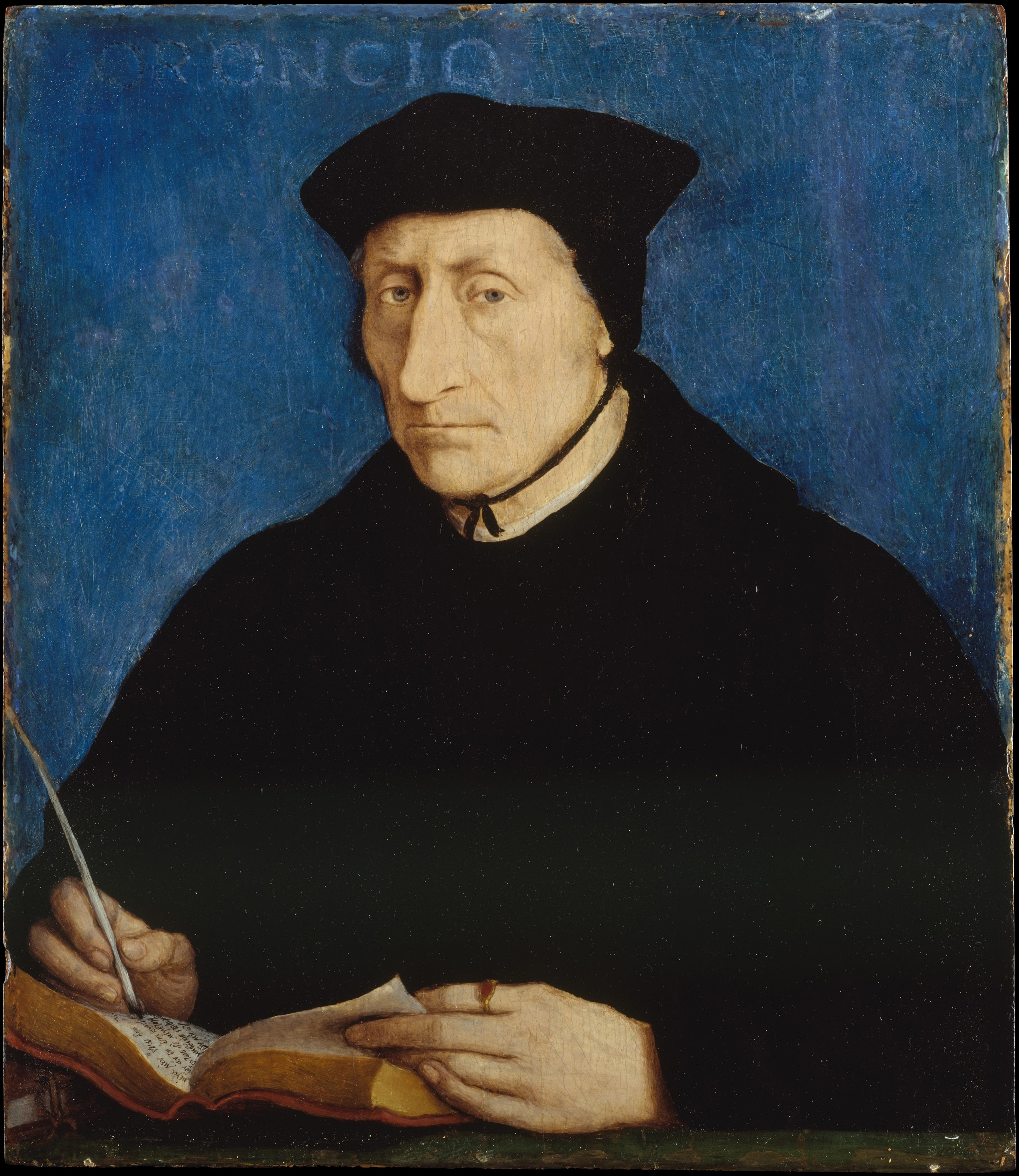
Guillaume Budé, porträtiert von Jean Clouet

Die Wirren des Hundertjährigen Krieges (1337–1453) hemmten die Entfaltung des Humanismus. Nach dem Ende der Kämpfe blühte er ab der Mitte des 15. Jahrhunderts auf. Den Hauptbeitrag leistete zunächst der Rhetoriklehrer Guillaume Fichet, der in Paris die erste Druckerei einrichtete und 1471 ein Rhetoriklehrbuch veröffentlichte. Er verankerte den italienischen Humanismus an der Pariser Universität. Fichets Schüler Robert Gaguin († 1501) setzte das Werk seines Lehrers fort und löste ihn als führender Kopf des Pariser Humanismus ab. Er betrieb eine bewusst national ausgerichtete Geschichtspflege.
Einen Aufschwung nahm die Altertumswissenschaft in Frankreich durch die Bemühungen von Jacques Lefèvre d’Étaples (lateinisch Jacobus Faber Stapulensis, † 1536), der unter anderem mit Textausgaben, Übersetzungen und Kommentaren maßgeblich zur Kenntnis und Erforschung der Werke des Aristoteles beitrug. Er trieb auch philologische Bibelstudien, die ihm die erbitterte Feindschaft der Pariser Theologen eintrugen. Ein bedeutender Altertumswissenschaftler war auch Guillaume Budé (1468–1540), der sich als Gräzist und als Organisator des französischen Humanismus große Verdienste erwarb. Wegweisend waren seine Forschungen zum römischen Recht und sein Werk De asse et partibus eius (Über das As und seine Teile, 1515), eine Untersuchung des Münzwesens und der Maßeinheiten der Antike und zugleich der Wirtschafts- und Sozialgeschichte. Budé war Sekretär der Könige Karl VIII. und Franz I. und nutzte sein Amt zur Förderung des Humanismus. Als Leiter der königlichen Bibliothek, die später zur Nationalbibliothek wurde, trieb er deren Ausbau voran. Vor allem auf seine Initiative ging die Gründung des Collège Royal (des späteren Collège de France) zurück, das zu einem bedeutenden Zentrum des Humanismus wurde. Das Collège Royal bildete einen Gegenpol zur antihumanistischen Strömung an der Pariser Universität, deren Vertreter konservative Theologen waren. Unter den literarisch tätigen Humanisten ragte der Dichter und Schriftsteller Jean Lemaire de Belges hervor, der sich von der italienischen Renaissance-Dichtung anregen ließ. Politisch und kulturell nahm er ebenso wie Budé und viele andere französische Humanisten eine nationalistische Haltung ein.
König Franz I., der von 1515 bis 1547 regierte, galt bei seinen Zeitgenossen als der bedeutendste Förderer des französischen Humanismus. Zahlreiche Autoren des 16. Jahrhunderts betrachteten die Blüte der humanistischen Bildung als sein Verdienst.

### England

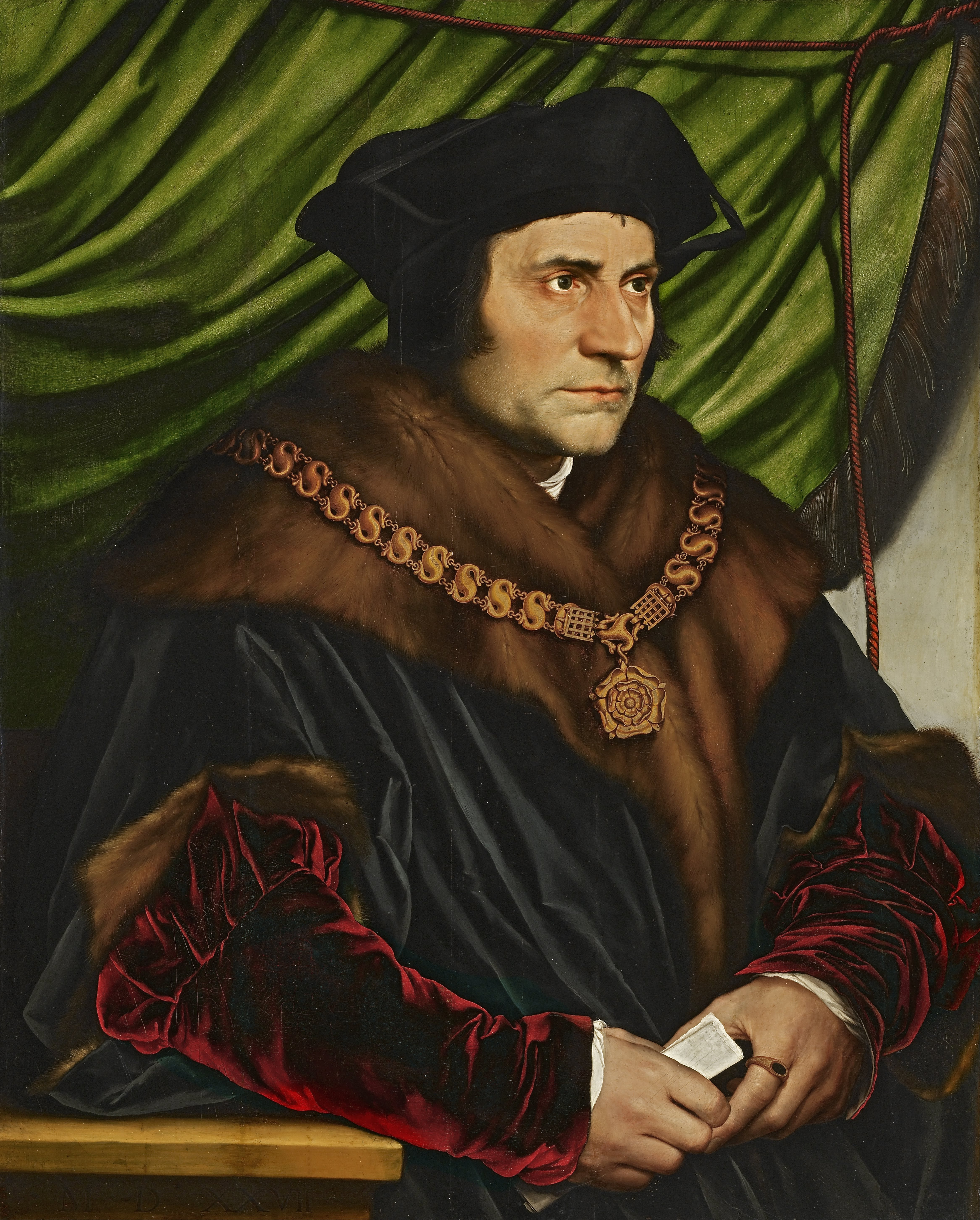
Thomas Morus, porträtiert von Hans Holbein dem Jüngeren

In England zeigten sich schon im frühen 14. Jahrhundert Ansätze zu einem humanistischen Denken im Milieu der Franziskaner. Der eigentliche Humanismus wurde aber erst im 15. Jahrhundert eingeführt. Dabei wirkte zunächst sowohl französischer als auch italienischer, im späten 15. Jahrhundert auch burgundisch-niederländischer Einfluss prägend. Ein bedeutender Förderer des Humanismus war Herzog Humphrey von Gloucester (1390–1447).
An den Universitäten setzte sich – auch dank der Lehrtätigkeit italienischer Humanisten – im Lauf des 15. Jahrhunderts das humanistische Denken langsam gegen den Widerstand konservativer Kreise durch. Zugleich wurden zahlreiche nichtkirchliche Bildungsanstalten (Colleges, Grammar Schools) gegründet, die mit den alten kirchlichen Schulen konkurrierten. Im Gegensatz zu den italienischen Humanisten vermieden die englischen einen radikalen Bruch mit der scholastischen Tradition. Sie strebten nach einer organischen Weiterentwicklung des herkömmlichen Systems der universitären Ausbildung durch Einbeziehung ihres neuen Gedankenguts.
Gegen Ende des 15. Jahrhunderts und nach der Jahrhundertwende kam es zu einem markanten Aufschwung des humanistischen Bildungswesens. Im frühen 16. Jahrhundert wurde Erasmus zum überragenden Impulsgeber. Zu den führenden Persönlichkeiten gehörte der Gelehrte John Colet (1467–1519), der in Italien studiert hatte, mit Erasmus befreundet war und als Schulgründer hervortrat. Der ebenfalls in Italien ausgebildete königliche Hofarzt Thomas Linacre († 1524) verbreitete unter seinen Kollegen die Kenntnis der antiken medizinischen Literatur. Linacres Freund William Grocyn († 1519) brachte den Bibelhumanismus nach England. Der berühmteste Repräsentant des englischen Humanismus war der Staatsmann und Schriftsteller Thomas Morus († 1535), der als königlicher Sekretär und Diplomat tätig war und ab 1529 als Lordkanzler eine Führungsposition einnahm. Morus’ Schüler Thomas Elyot veröffentlichte 1531 die staatstheoretische und moralphilosophische Schrift The boke Named the Governour. Darin legte er humanistische Erziehungsgrundsätze dar, die im 16. Jahrhundert maßgeblich zur Ausbildung des Gentleman-Ideals beitrugen.
In der politischen Theorie gingen im 16. Jahrhundert die stärksten Impulse vom Platonismus aus. Die englischen Humanisten setzten sich intensiv mit Platons Lehre von einem guten und gerechten Staat auseinander. Sie rechtfertigten die bestehende aristokratische Gesellschaftsordnung und versuchten sie zu verbessern, indem sie für eine sorgfältige Erziehung der Kinder des Adels nach humanistischen Grundsätzen eintraten. Humanistische Bildung sollte zu den Merkmalen eines Gentleman und politischen Verantwortungsträgers zählen. Diese tendenziell meritokratische Werteordnung war nicht problemlos mit dem Prinzip der Herrschaft des Erbadels vereinbar. Den Humanisten stellte sich die Frage, ob der Erwerb humanistischer Bildung zu einem Aufstieg in Stellungen, die normalerweise Adligen vorbehalten waren, qualifizieren konnte und ob ein nicht bildungswilliger Angehöriger der aristokratischen Führungsschicht seinen ererbten sozialen Rang aufs Spiel setzte, ob also letztlich die Bildung oder die Abstammung ausschlaggebend war. Die Antworten fielen unterschiedlich aus.

### Iberische Halbinsel
Auf der Iberischen Halbinsel waren die gesellschaftlichen und bildungsgeschichtlichen Voraussetzungen für eine Entfaltung des Humanismus relativ ungünstig, daher blieb seine kulturelle Breitenwirkung schwächer als in anderen Regionen Europas. In Katalonien erleichterte die infolge der Expansionspolitik der Krone Aragon entstandene politische Verbindung mit Süditalien das Einströmen humanistischen Gedankenguts, doch kam es auch dort zu keiner breiten Rezeption. Ein Haupthindernis war die verbreitete Unkenntnis der lateinischen Sprache. Daher bildete die Lektüre volkssprachlicher Übersetzungen einen Schwerpunkt der Auseinandersetzung mit der antiken Kultur. Die Übersetzungstätigkeit hatte schon im 13. Jahrhundert auf Anregung von König Alfons X. eingesetzt. Juan Fernández de Heredia († 1396) veranlasste Übertragungen von Werken bedeutender griechischer Autoren (Thukydides, Plutarch) ins Aragonesische. Unter den antiken lateinischen Schriften, die in die Volkssprachen übersetzt wurden, standen moralphilosophische Werke im Vordergrund; insbesondere Seneca wurde breit rezipiert. Im Königreich Kastilien begründeten die Dichter Juan de Mena († 1456) und Iñigo López de Mendoza († 1458) eine am Vorbild der italienischen Humanistendichtung orientierte kastilische Dichtung und wurden zu Klassikern. Einen wichtigen Impuls zur Pflege des lateinischen Stils gab die Einführung der Rhetorik als Unterrichtsfach an der Universität von Salamanca im Jahr 1403.
Seine Blütezeit erlebte der spanische Humanismus am Ende des 15. und zu Beginn des 16. Jahrhunderts. In dieser Epoche war sein bedeutendster Vertreter der in Bologna ausgebildete Rhetorikprofessor Elio Antonio de Nebrija († 1522), der 1470 in seine Heimat zurückkehrte und 1473 an der Universität Salamanca zu lehren begann. Er trieb mit seinem 1481 publizierten Lehrbuch Introductiones Latinae die humanistische Reform des Lateinunterrichts voran, schuf ein lateinisch-spanisches und ein spanisch-lateinisches Wörterbuch und veröffentlichte 1492 die erste Grammatik der kastilischen Sprache.
Nebrija kämpfte offensiv für die neue Gelehrsamkeit. Zum Konflikt mit der Inquisition kam es, als er begann, sich philologisch mit der Vulgata, der maßgeblichen lateinischen Fassung der Bibel, zu befassen. Er wollte die Übersetzungen der biblischen Texte aus dem Griechischen und Hebräischen ins Lateinische überprüfen und die neuentwickelte humanistische Textkritik auf die Vulgata anwenden. Dieses Vorhaben brachte den Großinquisitor Diego de Deza auf den Plan, der 1505 die Manuskripte Nebrijas beschlagnahmte. In dem aufgeschlossenen Kardinal Francisco Jiménez de Cisneros fand der Gelehrte aber einen gleichgesinnten Beschützer, der ihn vor weiterem Unheil bewahrte. Cisneros förderte den Humanismus auch institutionell. Er gründete die Universität Alcalá, an der er 1508 ein dreisprachiges Kolleg für Latein, Griechisch und Hebräisch einrichtete.
Im 16. Jahrhundert drängten repressive staatliche und kirchliche Maßnahmen den Humanismus zurück. Die Inquisition brachte die zeitweilig starke Begeisterung für Erasmus zum Erliegen. Juan Luis Vives (1492–1540), einer der bedeutendsten spanischen Humanisten und ein scharfer Gegner der Scholastik, zog es daher vor, im Ausland zu lehren.
Noch später als in Spanien, erst gegen Ende des 15. Jahrhunderts, konnte der Humanismus in Portugal Fuß fassen. Portugiesische Studenten brachten aus Italien und Frankreich humanistisches Gedankengut in ihre Heimat. Vereinzelte Berührungen mit dem italienischen Humanismus hatte es schon in der ersten Hälfte des 15. Jahrhunderts gegeben. Der sizilische Wandergelehrte und Dichter Cataldus Parisius lebte ab 1485 als Sekretär und Prinzenerzieher am portugiesischen Königshof in Lissabon und führte dort die humanistische Dichtung ein. Estêvão Cavaleiro (lateinisch Stephanus Eques) verfasste eine humanistische lateinische Grammatik, die er 1493 veröffentlichte, und rühmte sich, das Land damit von der zuvor herrschenden Barbarei befreit zu haben. Beliebt waren in der Folgezeit Vergleiche zwischen dem Portugiesischen und dem Lateinischen unter dem Gesichtspunkt der Frage, welcher Sprache der Vorrang zustehe.

### Ungarn und Kroatien

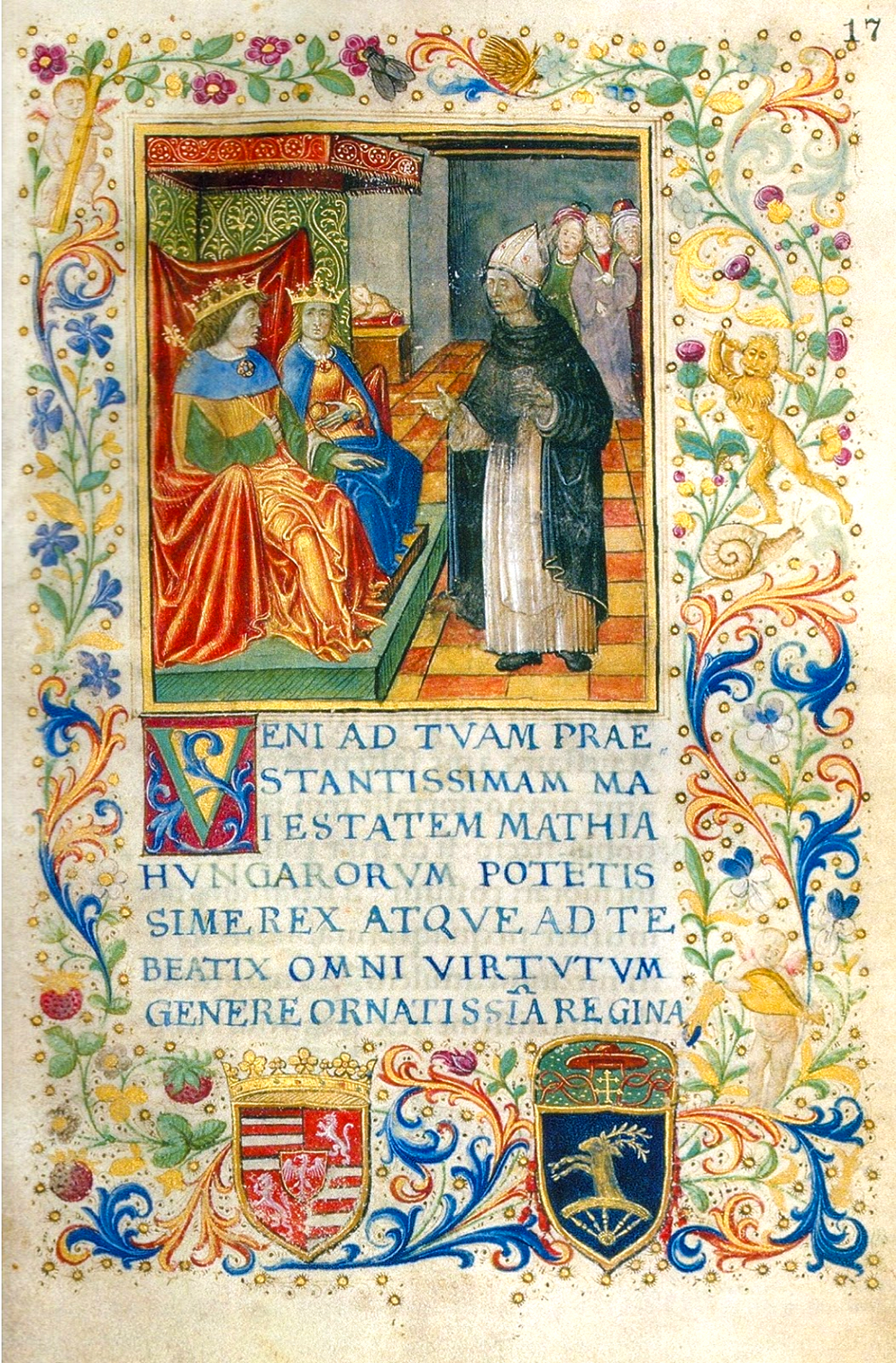
Der Anfang einer Rede des Humanisten Pietro Ransano vor König Matthias Corvinus und dessen Gattin Beatrix von Aragón. Das Bild zeigt den Redner vor dem Königspaar. Buchmalerei in einer Handschrift des späten 15. Jahrhunderts in der Széchényi-Nationalbibliothek, Budapest

In Ungarn kam es schon früh zu einzelnen Berührungen mit dem italienischen Humanismus. Die Kontakte wurden durch den Umstand begünstigt, dass das im Königreich Neapel regierende Haus Anjou im 14. Jahrhundert lange auch den ungarischen Thron innehatte, wodurch enge Beziehungen zu Italien entstanden. Unter König Sigismund (1387–1437) waren in der ungarischen Hauptstadt Buda bereits ausländische Humanisten als Diplomaten aktiv. Eine Schlüsselrolle bei der Entstehung des ungarischen Humanismus spielte der italienische Dichter und Erziehungstheoretiker Pietro Paolo Vergerio († 1444), der lange in Buda lebte. Sein bedeutendster Schüler war der aus Kroatien stammende Johann Vitez (János Vitéz de Zredna, † 1472), der eine ausgedehnte philologische und literarische Tätigkeit entfaltete und viel zum Aufblühen des ungarischen Humanismus beitrug. Vitez war einer der Erzieher des Königs Matthias Corvinus und wurde später der Kanzler dieses von 1458 bis 1490 regierenden Herrschers, der zum bedeutendsten Förderer des Humanismus in Ungarn wurde. Der König umgab sich mit italienischen und einheimischen Humanisten und gründete die berühmte Bibliotheca Corviniana, eine der größten Bibliotheken der Renaissance. Ein Neffe des Vitez, der in Italien ausgebildete Janus Pannonius († 1472), war ein berühmter humanistischer Dichter.
Im 16. Jahrhundert war Johannes Sylvester einer der prominentesten Humanisten in Ungarn. Er zählte zu der Strömung, die sich an Erasmus orientierte. Zu seinen Werken gehören eine ungarische Übersetzung des Neuen Testaments und die 1539 gedruckte Grammatica Hungaro-Latina (Ungarisch-lateinische Grammatik), die erste Grammatik der ungarischen Sprache.
In Kroatien überschattete die türkische Bedrohung auch das geistige Leben. Kroatische Humanisten engagierten sich im Widerstand gegen die Expansion des Ottomanischen Reichs und verfassten zahlreiche lateinische Reden „gegen die Türken“. Angesichts der Frontstellung gegen die muslimischen Türken bestand ein starkes Bewusstsein der Zusammengehörigkeit der christlichen Staaten, die christliche Tradition wurde betont. Zu den namhaftesten Vertretern des Humanismus in Kroatien zählte der bedeutende Dichter Marko Marulić (lateinisch Marcus Marullus, 1450–1524), der als „Vater der kroatischen Literatur“ gilt.

### Polen
In Polen setzte die humanistische Aktivität im 15. Jahrhundert ein. 1406 wurde an der Universität Krakau der erste polnische Rhetorik-Lehrstuhl eingerichtet. Ab den 1430er Jahren fanden Werke italienischer Humanisten eine wachsende Leserschaft, um die Jahrhundertmitte begann die einheimische dichterische Produktion in lateinischer Sprache. Ein prominenter Vertreter der polnischen humanistischen Geschichtsschreibung war Jan Długosz (1415–1480). Um die Mitte des 15. Jahrhunderts setzte sich an der Universität Krakau das humanistische Bildungsprogramm durch, doch machte sich die scholastische Tradition noch im 16. Jahrhundert als Gegenkraft nachdrücklich bemerkbar.
Im Jahr 1470 floh der italienische Humanist Filippo Buonaccorsi (lateinisch Callimachus Experiens), der in Rom der Verschwörung gegen den Papst verdächtigt wurde, nach Polen. Seine Ankunft leitete eine neue Phase in der Entwicklung des polnischen Humanismus ein. Als Staatsmann, der das Vertrauen der polnischen Könige genoss, gestaltete er die polnische Innen- und Außenpolitik.
Vom Florentiner Neuplatonismus beeinflusst war der Gelehrte und Dichter Laurentius Corvinus († 1527), ein Schüler des Konrad Celtis. Er schrieb ein Lehrbuch der lateinischen Sprache und sorgte für die Verbreitung des Humanismus in seiner Heimat Schlesien. Johannes a Lasco, ein Schüler des Erasmus, brachte die von seinem Lehrer ausgeformte Variante des Humanismus nach Polen.

### Böhmen und Mähren
In Böhmen begann eine zunächst noch sehr schmale und begrenzte Rezeption des italienischen Humanismus mit Johannes von Neumarkt († 1380), dem Kanzler Kaiser Karls IV. Karl war ab 1347 König von Böhmen und machte seine Residenzstadt Prag zu einem kulturellen Zentrum. Johannes bewunderte Petrarca, mit dem er eifrig korrespondierte. Der Stil der kaiserlichen Kanzlei und literarischer Texte dieser Epoche war aber noch stark von der mittelalterlichen Tradition geprägt und nicht auf dem sprachlichen Niveau des zeitgenössischen italienischen Humanismus.
Im 15. und frühen 16. Jahrhundert waren die namhaftesten Repräsentanten des böhmischen Humanismus der Diplomat Johannes von Rabenstein oder Rabstein (Jan Pflug z Rabštejna, 1437–1473), der in Italien studiert hatte und eine riesige Bibliothek anlegte, der ebenfalls in Italien ausgebildete berühmte Dichter Bohuslav Hasištejnský z Lobkovic (Bohuslaus Hassensteinius, 1461–1510), der auch wegen des vorzüglichen Stils seiner lateinischen Briefe noch heute geschätzt wird, und der Dichter und Schriftsteller Jan Šlechta ze Všehrd (1466–1525).
Der bedeutendste Humanist Mährens war Augustinus Moravus (tschechisch Augustin Olomoucký, deutsch Augustin Käsenbrod, 1467–1513). Starke Impulse empfing der mährische Humanismus von Konrad Celtis, der sich 1504 in Olmütz aufhielt. Ein Olmützer Humanistenkreis organisierte sich in der Sodalitas Marcomannica, die auch Sodalitas Maierhofiana genannt wurde.

## Die humanistische Bildungsreform und ihre Auswirkungen
Das Hauptanliegen des Renaissance-Humanismus war die Bildungs- und Wissenschaftsreform. Daher betrafen seine Nachwirkungen, soweit sie unabhängig von den allgemeinen Nachwirkungen der Renaissance zu betrachten sind, primär das Bildungswesen und den Wissenschaftsbetrieb. Große Errungenschaften waren die allgemeine Anhebung des Bildungsniveaus auf dem Gebiet der sprachlichen und historischen Fächer und die Herausbildung einer neuen stadtbürgerlichen Bildungsschicht. Im Zusammenwirken der Humanisten mit Fürsten und anderen Mäzenen entstanden bedeutende Bibliotheken und Bildungsstätten. In den zahlreichen Gelehrtengesellschaften wurden zukunftweisende Formen des geistigen Austausches und der Zusammenarbeit entwickelt.
An den Universitäten war der Humanismus im 15. Jahrhundert noch weitgehend auf die „Artistenfakultät“, die Fakultät der „artes liberales“, beschränkt. Dort hatten aber auch Theologen, Juristen und Mediziner ein propädeutisches Studium zu absolvieren, bevor sie sich ihren Fächern zuwenden konnten. Dadurch erreichte der humanistische Unterricht eine außerordentlich starke Breitenwirkung. Im 16. Jahrhundert machte sich die humanistische Denk- und Arbeitsweise zunehmend auch in den anderen Fakultäten geltend. In manchen Bildungseinrichtungen trat neben einen fundamental verbesserten Lateinunterricht das Studium des Griechischen und des Hebräischen. Wegweisend war hierbei das Collegium trilingue („dreisprachige Kolleg“) in Löwen, das 1518 den Lehrbetrieb aufnahm.
Vor allem im italienischen Humanismus, aber auch bei den deutschen Anhängern der studia humanitatis verbanden sich die Bildungsbestrebungen mit einer lautstarken Polemik gegen den scholastischen Lehrbetrieb, der als lebensfremd und unnütz angeprangert wurde; manche dort behandelte Fragen seien absurd. Ein Hauptvorwurf lautete, das scholastische Schrifttum mache den Menschen nicht besser, es trage nichts zur Charakterbildung bei. Außerdem wurde den Scholastikern ein Mangel an kritischem Geist angekreidet, der sich in ihrer kritiklosen Übernahme der Positionen von Autoritäten zeige. Die Durchsetzungskraft des Humanismus in diesem Konflikt führte zu einem grundlegenden Wandel im Bildungswesen.

### Medizinischer Humanismus
In den medizinischen Fakultäten wurde die Forderung nach Besinnung auf die authentischen griechischen Quellen erhoben. Die ausschließliche Berufung auf antike medizinische Autoritäten („medizinischer Humanismus“) bedeutete Abkehr von den arabischen Autoren, die in der mittelalterlichen Schulmedizin eine wichtige Rolle gespielt hatten. Dank der philologischen und wissenschaftshistorischen Erschließung der Originaltexte stellte sich aber heraus, dass die Widersprüche zwischen den antiken Autoren gewichtiger waren, als die bisherige harmonisierende Tradition hatte deutlich werden lassen. So wurde die Autorität der Klassiker durch deren eigene Werke erschüttert. Diese Entwicklung trug dazu bei, dass im Verlauf der Frühen Neuzeit an die Stelle der Berufung auf die Autorität der „Alten“ zunehmend die Orientierung an empirischen Sachverhalten trat, das Vertrauen auf die Natur als älteste Autorität.

### Juristischer Humanismus
Der italienische Humanismus stand von Anfang an – schon bei Petrarca – in scharfem Gegensatz zur Rechtswissenschaft. Die Kritik der Humanisten an der Scholastik fand hier eine besonders breite Angriffsfläche, weil Schwächen der scholastischen Arbeitsweise in diesem Bereich besonders augenfällig waren. Das Rechtswesen war durch die ausufernde Tätigkeit der Glossatoren und Kommentatoren im römischen Recht sowie der Dekretisten und Dekretalisten im Kirchenrecht immer komplizierter und undurchschaubarer geworden. Die Kommentare des führenden scholastischen Zivilrechtlers Bartolus de Saxoferrato († 1357), der das römische Recht auslegte, standen in so hohem Ansehen, dass ihnen beinahe Gesetzeskraft zukam. Dagegen richtete sich die Kritik der Humanisten. Sie beklagten, dass die ursprüngliche Rechtsquelle, das antike Corpus iuris civilis, von der Masse der mittelalterlichen Kommentare verschüttet worden sei. Die an den Universitäten gelehrte Rechtswissenschaft sei voll von Spitzfindigkeiten und lebensfernem Formalismus. Außerdem seien die mittelalterlichen juristischen Texte sprachlich schwerfällig. Den Scholastikern sei ungenügende Sprachbeherrschung und mangelhafte Geschichtskenntnis vorzuwerfen.
Ein Hauptziel des juristischen Humanismus war es, den Glauben an die Autorität der mittelalterlichen Kommentare zu beseitigen. Die Forderung, zu den Quellen zurückzukehren, wurde auch hier erhoben. Im Bereich des Rechtswesens bezog sie sich auf das Corpus iuris civilis, die im Mittelalter maßgebliche spätantike Kodifikation des römischen Rechts. An die Stelle der Lehrmeinungen von Kommentatoren sollte das treten, was sich bei vernünftiger Betrachtung der authentischen antiken Quellentexte unmittelbar als deren Sinn ergab. Die Voraussetzung dafür war, dass die überlieferte Gestalt des Corpus iuris civilis auf die in der humanistischen Philologie übliche Weise der Textkritik unterworfen wurde.
Bei der Beseitigung von Textverderbnissen ließen es die humanistischen Gelehrten nicht bewenden, vielmehr dehnten sie ihre Kritik auf das Corpus selbst aus. Lorenzo Valla fand darin Widersprüche und erkannte, dass diese Textsammlung die älteren Rechtsbestimmungen zum Teil nicht korrekt wiedergibt. Der französische Humanist Guillaume Budé († 1540) setzte Vallas quellenkritische Arbeit fort. Mit den so gewonnenen Einsichten schärfte sich der Blick für die Zeitbedingtheit aller Gesetzgebung. Das klassische römische Recht konnte nicht mehr als das schriftlich fixierte Ergebnis einer Erkenntnis überzeitlicher Wahrheiten durch die menschliche Vernunft betrachtet werden.
Aus den Ergebnissen der kritischen Untersuchungen ergab sich aus humanistischer Sicht Reformbedarf. Da die Initiative dazu aus Frankreich kam, wo Guillaume Budé eine Schlüsselrolle spielte, wurde die neue Rechtslehre mos gallicus („französische Vorgehensweise“) genannt zur Unterscheidung von dem traditionellen Lehrbetrieb der italienischen Scholastiker, dem mos italicus.
In der Anwendung des Rechts konnte der nach philologischen Kriterien geschaffene mos gallicus den praxisorientierten, lokales Gewohnheitsrecht berücksichtigenden mos italicus kaum verdrängen, so dass es zu einer Trennung von Theorie und Praxis kam; die Theorie wurde als „Professorenrecht“ an den Universitäten gelehrt, die Praxis sah anders aus. Im Lauf des 16. Jahrhunderts breitete sich der mos gallicus in den deutschen Sprachraum aus, konnte sich dort aber nur sehr begrenzt durchsetzen.

### Pädagogik

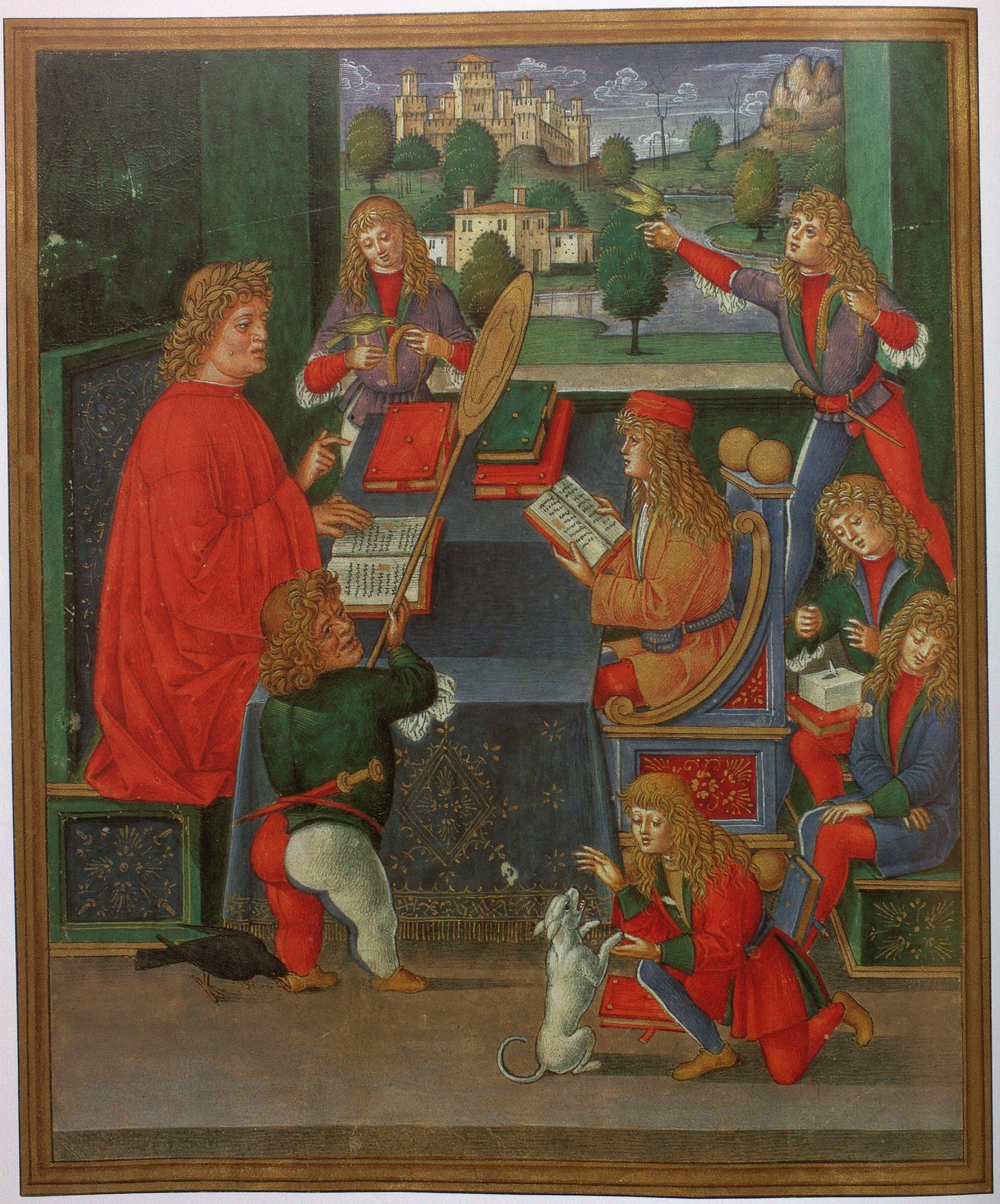
Humanistischer Unterricht am Fürstenhof: Massimiliano Sforza als Schüler mit seinem Erzieher Gian Antonio Secco (links). Buchmalerei von Giovanni Pietro da Birago in dem für Massimiliano angefertigten Exemplar der lateinischen Grammatik (Ars minor) des Aelius Donatus, der Handschrift Mailand, Biblioteca Trivulziana, Ms. 2167, fol. 13v (um 1496/1499)

Die Humanisten, die sich mit der Theorie der Pädagogik auseinandersetzen, formulierten das neue Bildungsideal. Dabei gingen sie vom ersten Buch der Institutio oratoria Quintilians und von der irrtümlich Plutarch zugeschriebenen Abhandlung Über die Kindererziehung aus. Der Einfluss der Schrift Pseudo-Plutarchs förderte die Tendenz zur Milde, Nachsicht und Rücksichtnahme, durch die sich die humanistische Erziehung von der strengeren der vorangehenden Zeit unterscheidet. Die humanistischen Pädagogen betonten aber auch die Schädlichkeit der Verwöhnung.
Ein bestimmendes Element war die Vorherrschaft des Lateinischen, wobei die Einübung der lateinischen Beredsamkeit (eloquentia) besonders betont wurde. Diesem Lernziel wurde die meiste Zeit und Mühe gewidmet. Eine wichtige Rolle spielte das Schuldrama, das der aktiven Erlernung der lateinischen Sprache diente. Die von humanistischen Autoren geschriebenen Stücke, die oft biblische Stoffe behandelten, wurden von den Schülern zur Aufführung einstudiert. Ab der Mitte des 15. Jahrhunderts waren Aufführungen antiker Komödien von Plautus und Terenz sowie von Tragödien Senecas Bestandteil des Lateinunterrichts.
Gegenüber dem dominierenden Latein trat das Griechische stark zurück. Die Muttersprache und andere Volkssprachen waren gewöhnlich keine Unterrichtsfächer. Mathematik und Naturwissenschaft wurden oft vernachlässigt oder ganz missachtet. Der Wert des Sports wurde in der Pädagogik zwar theoretisch anerkannt, doch an den Schulen entfaltete die positive Einschätzung der körperlichen Übungen keine Breitenwirkung.
Dem Geschichtsverständnis setzte die Ausrichtung der Pädagogik auf ethische Ziele Grenzen, denn die Aufmerksamkeit richtete sich nicht primär auf die Geschichte als solche, sondern auf ihre literarische Verarbeitung und den moralischen und praktischen Nutzen der Geschichtskenntnisse. Im Vordergrund standen das Wirken einzelner Persönlichkeiten sowie militärische Ereignisse, während wirtschaftliche, soziale und rechtliche Faktoren meist oberflächlich behandelt wurden. Als eigenständiges Fach wurde Geschichte nur zögerlich, später als die übrigen humanistischen Fächer, etabliert.
Zu den führenden Bildungstheoretikern gehörte Pietro Paolo Vergerio († 1444), der Geschichtskenntnisse für noch wichtiger hielt als moralphilosophisches und rhetorisches Wissen. Seine Abhandlung De ingenuis moribus, ein Programm der humanistischen Erziehung, war die einflussreichste pädagogische Schrift der Renaissance. Vergerio wollte das Bildungsideal der griechischen Antike erneuern und legte neben dem sprachlich-literarischen, historischen, ethischen und musikalischen Unterricht auch auf die Gymnastik Gewicht. Er hielt es für wichtig, die Begabungen und Vorlieben der Schüler zu berücksichtigen. Vittorino da Feltre (1378–1446) und Guarino da Verona (1370–1460) konzipierten und praktizierten eine als vorbildlich anerkannte Reformpädagogik. Ihre Schulen waren berühmt und hatten einen über Italien hinausreichenden Einzugsbereich. Der bedeutende Erziehungstheoretiker Maffeo Vegio († 1458) verfasste die Abhandlung De educatione liberorum et eorum claris moribus, eine umfangreiche Darstellung der Moralpädagogik. Er betonte die pädagogische Bedeutung der Nachahmung eines Vorbilds, die wichtiger sei als Belehrung und Ermahnung. Im deutschen Sprachraum setzten sich vor allem Rudolf Agricola († 1485), Erasmus von Rotterdam († 1536) und Jakob Wimpheling (1450–1528) für die humanistische Pädagogik ein. Schrittweise wurde das scholastische Schulwesen durch ein humanistisches ersetzt.

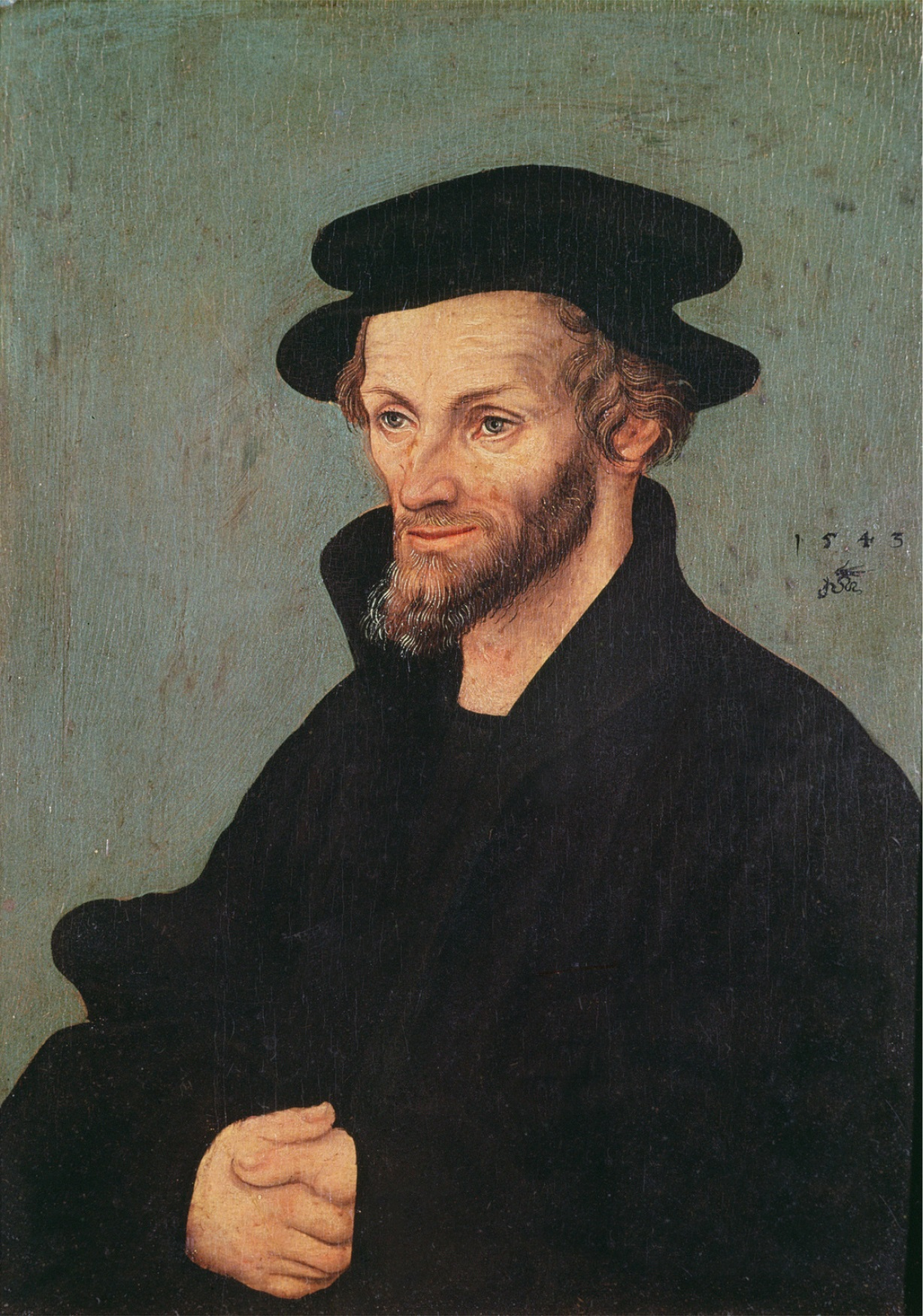
Porträt Melanchthons von Lucas Cranach dem Älteren in den Uffizien, Florenz

Da auch die Reformation auf ihre Art eine Rückkehr zum Ursprünglichen und Authentischen anstrebte und die Scholastik bekämpfte, ergaben sich Übereinstimmungen mit humanistischen Zielen. Die Ersetzung des herkömmlichen kirchlichen Schulwesens durch ein kommunales in den evangelischen Gebieten kam humanistischen Forderungen entgegen. Die meisten Reformatoren setzten sich für die humanistische Bildung ein. Sie sorgten für eine entsprechende Gestaltung der Lehrpläne an Universitäten und Gymnasien. Der außerordentlich einflussreiche Humanist und Theologe Philipp Melanchthon (1497–1560) formulierte und verwirklichte ein Konzept, das die Kenntnis der alten Sprachen in den Mittelpunkt der Bildungsbemühungen stellte. Er organisierte das protestantische Schul- und Hochschulwesen, schrieb Lehrbücher und wurde Praeceptor Germaniae („Lehrmeister Deutschlands“) genannt. Ein bedeutender Pädagoge und Schulreformer war der Straßburger Gymnasialrektor Johannes Sturm (1507–1589), der neben Schul- und Lehrbüchern Programmschriften über den Unterricht und die Erziehung verfasste. Als Humanist wies Sturm der Rhetorik, die er als Erkenntnismethode und Grundwissenschaft auffasste, eine zentrale Rolle zu und legte daher besonderes Gewicht auf die Einübung der Beredsamkeit. Seine Texte prägten zahlreiche Schulgründungen und Schulorganisationen.
Auf katholischer Seite trat der spanische Humanist Juan Luis Vives (1492–1540) als Pionier der Bildungsreform hervor. Er betonte die Bedeutung des Geschichtsunterrichts und forderte eine Ausbildung gemäß den individuellen Anlagen der Schüler. In den Ländern der Gegenreformation setzte sich ab der zweiten Hälfte des 16. Jahrhunderts die Jesuitenschule durch, die zu einer weiträumigen Vereinheitlichung des Unterrichtswesens führte. Der Werbung für die jesuitische Erziehung, in der humanistische Bildungsziele mit katholischen verknüpft waren, diente das lateinischsprachige Jesuitentheater. Die Jesuiten gingen mit einem ausgeprägten pädagogischen Sendungsbewusstsein vor. Unter ihnen war die humanistische Grundüberzeugung verbreitet, dass nur der gebildete Mensch moralisch gut sei.

## Humanismus und Kunst
Alle Humanisten waren der Überzeugung, dass das Schöne mit dem Wertvollen, dem moralisch Richtigen und dem Wahren Hand in Hand gehe. Dieser Grundsatz beschränkte sich nicht auf Sprache und Literatur, er wurde auf sämtliche Bereiche des schöpferischen Schaffens und der Lebensführung angewendet. Überall machte sich ein ästhetischer Gesichtspunkt geltend. Schon in der Antike waren bildende Kunst und Literatur häufig analogisiert worden. Humanistische Kunsttheoretiker griffen die Parallelisierung auf und suchten nach Analogien zwischen den Prinzipien der bildenden Kunst und denen der Sprachkunst. Die Malerei galt als „stumme Dichtung“. Bei der Bewertung von Künstlern orientierte man sich an den Standards der Literatur- und Rhetorikkritik. Wie auf allen anderen Gebieten galten auch hier die antiken Kriterien und Wertmaßstäbe. Daher erschien es als wünschenswert, dass sich der Künstler mit den theoretischen Grundlagen seines Schaffens auseinandersetzt. Künstler, die sich mit Kunsttheorie befassten, wie Lorenzo Ghiberti und Leon Battista Alberti, forderten eine wissenschaftliche Ausbildung des bildenden Künstlers in allen Freien Künsten, also seine Integration in das humanistische Bildungswesen.
In Humanistenkreisen herrschte die Vorstellung, der literarischen Erneuerung antiken Glanzes durch den Humanismus entspreche eine parallele Wiederbelebung der Malerei nach einer dunklen Verfallszeit. Als deren Pionier rühmte man Giotto, der die Malerei wieder in ihre einstige Würde eingesetzt habe; seine Leistung galt als derjenigen seines jüngeren Zeitgenossen Petrarca analog. Allerdings konnte man Giottos Stil nicht auf Nachahmung klassischer Vorlagen zurückführen.

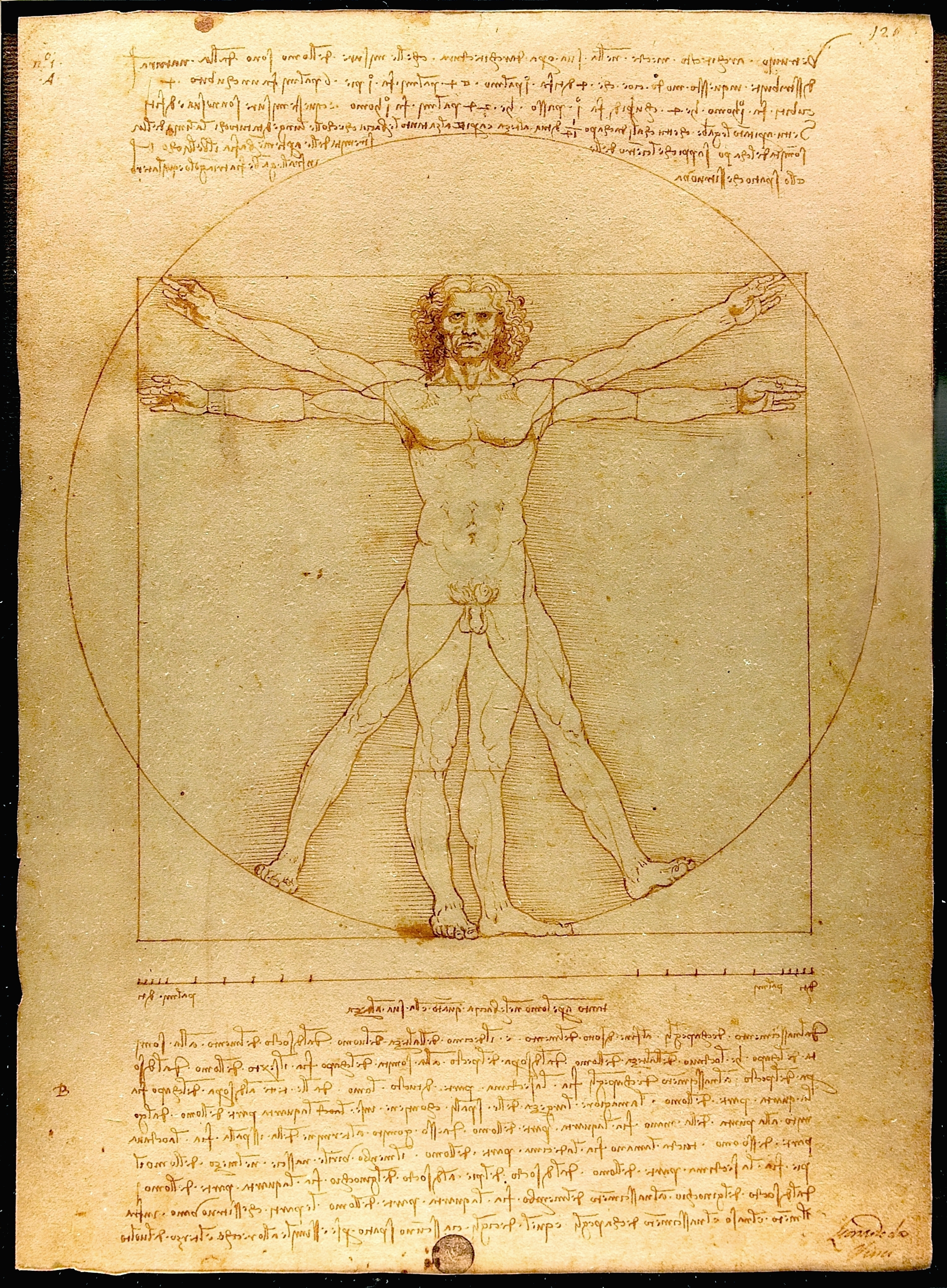
Die menschlichen Proportionen nach Vitruv in einer Skizze von Leonardo da Vinci

Große Anziehungskraft übte der Humanismus auf viele Künstler aus, die mit Humanisten verkehrten. Von konkreten Auswirkungen des Humanismus auf die bildende Kunst kann aber nur dort gesprochen werden, wo antike Ästhetiktheorie für das künstlerische Schaffen bedeutsam wurde und die humanistische Berufung auf die Vorbildlichkeit der Antike auf Kunstwerke ausgedehnt wurde. Das war in der Architektur besonders stark der Fall. Der maßgebliche Klassiker war Vitruv, der in seinem Werk Zehn Bücher über die Architektur eine umfassende Architekturtheorie entwickelt hatte, die allerdings nur teilweise der römischen Baupraxis seiner Zeit entsprach. Vitruv war im gesamten Mittelalter bekannt gewesen, daher war die Entdeckung einer St. Galler Vitruv-Handschrift durch Poggio Bracciolini 1416 nicht sensationell. Folgenreich war aber die Intensität, mit der sich im 15. und im 16. Jahrhundert in vielen kulturellen Zentren Italiens Humanisten und Künstler – manchmal gemeinsam – mit Vitruv auseinandersetzten. Sie übernahmen seine Begriffe, Ideen und ästhetischen Maßstäbe, so dass man von einem „Vitruvianismus“ in der italienischen Renaissance-Architektur sprechen kann. Der Humanist und Architekt Fra Giovanni Giocondo veröffentlichte 1511 in Venedig eine vorbildliche illustrierte Vitruv-Ausgabe. In den folgenden Jahren wurde Vitruvs Werk auch in italienischer Übersetzung zugänglich. 1542 bildete sich in Rom die Accademia delle virtù, die sich der Pflege des Vitruvianismus widmete. Zu den Künstlern, die Vitruv studierten, zählten der Architekt, Architektur- und Kunsttheoretiker Leon Battista Alberti, Lorenzo Ghiberti, Bramante, Raffael und – während seines Italienaufenthalts – Albrecht Dürer. Auch Leonardo da Vinci bezog sich in seiner berühmten Skizze der menschlichen Proportionen auf Vitruv. Der führende Architekt und Architekturtheoretiker Andrea Palladio entwickelte seine eigenständigen Ideen in der Auseinandersetzung mit Vitruvs Theorie. Er arbeitete mit dem Humanisten und Vitruvkommentator Daniele Barbaro zusammen.
Leon Battista Alberti, der als Architekt eine zu gründende ideale Stadt mit utopischen Zügen plante, verband seine architektonische Vision mit einer Staatskonzeption. In seiner Kunsttheorie erscheint die Kunstschönheit als sichtbarer Ausdruck einer geistigen Ordnung, die auch seinem Idealstaat zugrunde liegt, der seinerseits ein Kunstwerk ist. Die Kunst wird auf ein moralisches Fundament gestellt, sie hat wesentlich zu einer guten Lebensführung beizutragen, zur Erlangung der Tugend, auf die alles menschliche Streben hinzielen soll.
In der Malerei und Skulptur spielte die Rezeption der Antike eine Schlüsselrolle. Neue Theorien entstanden in der Auseinandersetzung mit antiker Kunstliteratur. Bahnbrechend waren die Abhandlungen von Leon Battista Alberti De pictura (Über die Malkunst, mit Darstellung der Zentralperspektive, 1435) und De statua (Über das Standbild, 1445). Albertis Malereischrift beeinflusste Leonardo da Vincis Trattato della pittura. Maler und Bildhauer studierten antike Werke und Formen, wobei Musterbücher und im 16. Jahrhundert die Druckgraphik Kenntnisse vermittelten, soweit eigener Augenschein nicht möglich war. Die Monumentalstatue des David von Michelangelo ist eines der Werke, die von der Auseinandersetzung des Künstlers mit antiken Vorbildern zeugen.

## Rezeption

### 17. und 18. Jahrhundert
Eine radikal gegnerische Position vertrat der Philosoph René Descartes (1596–1650), der die humanistischen Studien für überflüssig und sogar für schädlich hielt. Er sprach dem Humanismus philosophische Bedeutung ab und wandte sich gegen die Hochschätzung der Rhetorik, deren suggestiver Charakter die Klarheit des Denkens trübe.
Die im Bildungswesen etablierte humanistische Tradition bot der Öffentlichkeit in ihren Repräsentanten Anlass zu Kritik. Eine beliebte Zielscheibe des Spottes war die Gestalt des pedantischen, weltfremden Schulmeisters oder Hochschullehrers, dem man die Sterilität seiner Bildung, seine Fixierung auf Buchwissen sowie Arroganz und Lebensuntüchtigkeit vorwarf.
Das zunehmende Interesse an den Naturwissenschaften und das damit verbundene Fortschrittsbewusstsein führten zu Zweifeln an der absoluten Vorbildlichkeit der Antike. In der Querelle des anciens et des modernes („Streit der Alten und der Modernen“) wurden im 17. und 18. Jahrhundert die Errungenschaften der neueren Kunst, Literatur und Wissenschaft wertend mit denen des klassischen Altertums verglichen. Manche Diskursteilnehmer waren von der Überlegenheit der „Modernen“ überzeugt, was aber nicht zwangsläufig zu einer Abwendung vom humanistischen Bildungsideal führte. Der Vorrang der humanistischen Werte im Bildungswesen war nicht gefährdet. In den Geisteswissenschaften blieben das Geschichtsbild und die Werteordnung der Humanisten vorherrschend.
Im späten 17. Jahrhundert sahen einflussreiche Persönlichkeiten wie der prominente Historiker Christoph Cellarius und der Aufklärer Pierre Bayle in der Abwendung der Renaissance-Humanisten vom mittelalterlichen Denken einen wichtigen Fortschritt. Humanistische Bildung galt weiterhin als unentbehrlich. Auch im 18. Jahrhundert verbanden die Wortführer der Aufklärung eine negative Einschätzung des Mittelalters mit einer wohlwollenden Bewertung des Renaissance-Humanismus und seines Bildungsideals.
Im Rahmen der Aufklärung entwickelte sich im Lauf des 18. Jahrhunderts der Neuhumanismus. Die Neuhumanisten erstrebten eine stärkere Gewichtung des Griechischen neben dem weiterhin intensiv gepflegten Latein. Für einen absoluten Vorrang des Griechentums trat der einflussreiche Archäologe und Kunsthistoriker Johann Joachim Winckelmann (1717–1768) ein. Führende Neuhumanisten waren Johann Matthias Gesner (1691–1761) und Christian Gottlob Heyne (1729–1812).

### Moderne
Eine Frucht des Neuhumanismus war die Begründung der modernen Altertumswissenschaft durch Friedrich August Wolf (1759–1824). Wolfs Konzept einer umfassenden Wissenschaft von der „klassischen“ Antike, deren Kernstück die Beherrschung der klassischen Sprachen war, und seine Überzeugung von der Überlegenheit des antiken Griechentums über die anderen Kulturen erweisen ihn als Anhänger und Weiterentwickler von Kernideen des Renaissance-Humanismus.
Ein scharfer Kritiker des Renaissance-Humanismus war Hegel. Er bemängelte, das humanistische Denken bleibe im Konkreten, Sinnlichen, in der Welt der Phantasie und der Kunst stecken, es sei nicht spekulativ und dringe nicht zu echter philosophischer Reflexion vor. Am humanistischen Bildungsideal hielt Hegel jedoch nachdrücklich fest.

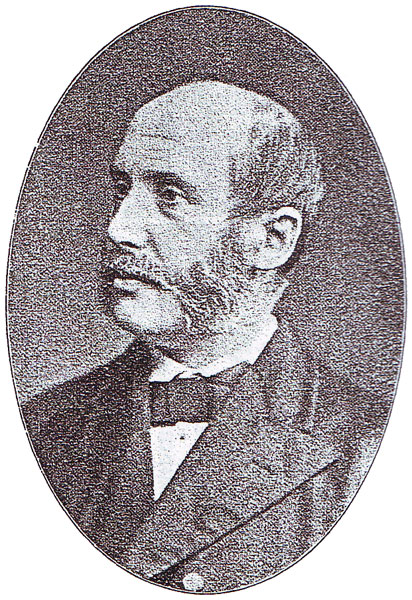
Georg Voigt

Für die wissenschaftliche Erforschung des Humanismus war die Arbeit von Georg Voigt grundlegend. In seinem zweibändigen Werk Die Wiederbelebung des classischen Alterthums oder Das erste Jahrhundert des Humanismus (1859) beschrieb er das Welt- und Menschenbild der frühen Humanisten, ihre Werte, Ziele und Methoden und ihren Umgang miteinander und mit ihren Gegnern. Voigt betonte das fundamental Neue der humanistischen Einstellung, den Bruch mit der Vergangenheit. In diesem Sinne äußerte sich auch der einflussreiche Kulturhistoriker Jacob Burckhardt, der 1860 in seinem Standardwerk Die Cultur der Renaissance in Italien die humanistische Kultur von der mittelalterlichen scharf abgrenzte. Dabei nahm er selbst eine humanistische Perspektive ein, indem er den Beginn der Renaissance als ein Aufhören der „Barbarei“ beschrieb. Für die eigene Gegenwart bekannte sich Burckhardt zur Bewahrung der humanistischen Bildung, deren Verfall er beklagte.
In der Folgezeit setzte sich die Einschätzung Voigts und Burckhardts weitgehend durch und prägte das Humanismusbild der Öffentlichkeit. Die Frage, inwieweit der Humanismus tatsächlich einen Bruch mit der Vergangenheit darstellte und inwieweit es doch eine Kontinuität gab, gehört seither zu den Hauptthemen der Forschung. Mediävisten weisen darauf hin, dass Kernelemente des Renaissance-Humanismus auch schon im Mittelalter in mancherlei Gestalt anzutreffen sind, mitunter sogar in markanten Ausprägungen. Aus wissenschaftshistorischer Sicht wird gefragt, ob und gegebenenfalls wie der Humanismus die Entwicklung der Naturwissenschaften signifikant beeinflusst hat.
Im Lauf des 19. Jahrhunderts erschütterte die Altertumswissenschaft selbst zunehmend die Grundlage des humanistischen und neuhumanistischen Bildungskonzepts: die Vorstellung einer in sich geschlossenen, einheitlichen, vollendeten und schlechthin vorbildlichen antiken „Klassik“. Der einflussreichste Althistoriker, Theodor Mommsen (1817–1903), dachte überhaupt nicht humanistisch. Ein führender Repräsentant dieser Umbruchszeit der Bildungsgeschichte war der Gräzist Ulrich von Wilamowitz-Moellendorff (1848–1931), der die humanistische Auffassung in gewisser Hinsicht vertrat, in anderer Hinsicht aber radikal verneinte. Er stellte fest: „Die Antike als Einheit und als Ideal ist dahin; die Wissenschaft selbst hat diesen Glauben zerstört.“
In der Philosophie des 20. Jahrhunderts trat Martin Heidegger als Kritiker des Renaissance-Humanismus hervor, dem er vorwarf, eine Vorstellung von humanitas propagiert zu haben, die das Wesen des Menschen nicht erfasse. Anders urteilte Ernst Cassirer (1927), der an der Renaissancekultur die Einheit und „durchgehende Übereinstimmung“ hervorhob und schätzte, die zwischen der innerlichen gedanklichen Entwicklung und den „mannigfachen Formen und Gestaltungen des äußeren Lebens“ bestanden habe. Cassirer zitierte zustimmend eine Äußerung des Historikers Ernst Walser, der meinte, das „große gemeinsame Band, das alle Humanisten umspannt“, sei weder Individualismus noch Politik oder eine Weltanschauung gewesen, „sondern lediglich das künstlerische Empfinden“.
Die Erforschung der Renaissancekultur war im 20. Jahrhundert in hohem Maß von der Arbeit zahlreicher Gelehrter geprägt, die in der Zeit des Nationalsozialismus aus Deutschland emigrierten und dann an ihren neuen Wirkungsstätten bedeutende Impulse gaben. Zu ihnen zählten u. a. Paul Oskar Kristeller, Ernst Cassirer, Hans Baron, Erwin Panofsky, Raymond Klibansky, Gerhart B. Ladner, Edgar Wind und Rudolf Wittkower. Unter den auf diesem Gebiet tätigen Kulturhistorikern nahm Kristeller, der an der Columbia University in New York lehrte, nach Produktivität, Einfluss und schulbildender Wirkung eine herausragende Stellung ein. Er betrieb Humanismusforschung vor allem als Wissenschaft der Handschriften- und Textüberlieferung und schuf mit seinem Handschriftenkatalog Iter Italicum eines der wichtigsten Arbeitsinstrumente.
In den USA erlebten die Humanismusstudien nach dem Zweiten Weltkrieg einen Aufschwung; es wurden dort an vielen Universitäten Departments of Renaissance Studies geschaffen, und die American Renaissance Society wurde mit ihren Tagungen die international führende Organisation ihrer Art.
Die italienische Forschung wurde vor allem von Gelehrten mit philosophischem Schwerpunkt vorangetrieben; wirkmächtig waren die Arbeiten von Giovanni Gentile, Eugenio Garin und Ernesto Grassi. Aus Italien kam auch ein wichtiger Anstoß für die deutsche Wissenschaft: Ernesto Grassi gründete 1948 in München das Centro italiano di studi umanistici e filosofici, aus dem später das Seminar für Geistesgeschichte und Philosophie der Renaissance der Ludwig-Maximilians-Universität München wurde, eines der wenigen deutschen Zentren für Renaissance-Studien. Die Deutsche Forschungsgemeinschaft gründete 1972 die Kommission für Humanismusforschung, die bis 1986 alljährlich Arbeitstagungen veranstaltete. Eine führende Rolle spielte dabei der Marburger Romanist August Buck, der als Doyen der deutschen Humanismusforschung galt.